# Peau d'Âne (film, 1970)
Vous lisez un « article de qualité » labellisé en 2015.
Pour les articles homonymes, voir Peau d'âne (homonymie).
Pour plus de détails, voir Fiche technique et Distribution.
Peau d'Âne est un film musical français écrit et réalisé par Jacques Demy, sorti en 1970.
Inspiré de Peau d'Âne de Charles Perrault, paru en 1694, le film reprend l'intrigue traditionnelle du conte : une princesse forcée d'épouser son père fuit son royaume en se dissimulant sous une peau d'âne. Suscitant l'hostilité par son déguisement, elle parvient à conserver son secret jusqu'à sa rencontre fortuite avec le prince d'un château voisin. Une fois leur amour avoué et l'identité de la princesse révélée, les noces des deux jeunes gens sont célébrées dans l'harmonie retrouvée. À cette histoire merveilleuse, le réalisateur apporte une esthétique « pop » caractéristique des années 1960 mais encore inédite dans le cinéma français.
Cette troisième collaboration entre Jacques Demy et Catherine Deneuve permet au réalisateur de réaffirmer la force et la singularité de son univers cinématographique, ce « Demy-monde » qui mêle références féeriques et poétiques, et à l'actrice de gagner un nouveau rôle de beauté iconique.
Considéré comme un « film culte » grâce à l'audace de ses thèmes et de son parti pris visuel, ainsi qu'à sa musique signée Michel Legrand, Peau d'Âne constitue le plus grand succès au box-office de Jacques Demy.
Il est restauré en 2003 et en 2014 sous la supervision de la cinéaste Agnès Varda, compagne du réalisateur, et adapté sur scène en 2018 au théâtre Marigny.

## Synopsis

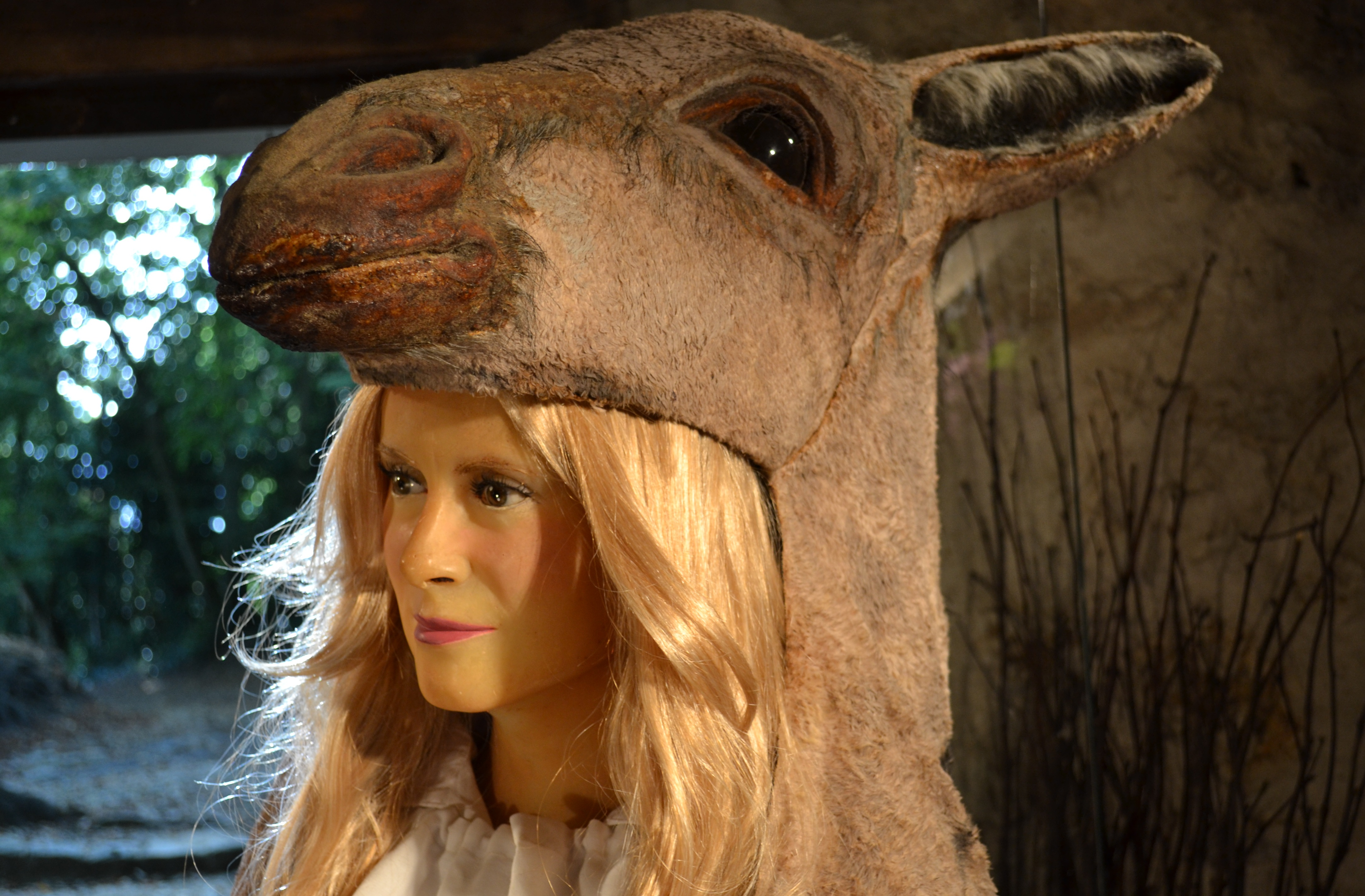
Figure de cire représentant l'actrice Catherine Deneuve dans le rôle de Peau d'Âne (château de Breteuil, France).

Il était une fois… un roi (Jean Marais), qui jouit d'un grand prestige auprès de ses sujets et voisins, et qui est marié à la plus belle et vertueuse des reines. Tous deux vivent en harmonie avec leur unique fille (Catherine Deneuve), et la prospérité du royaume est continuellement assurée par l'âne fabuleux qui habite leurs écuries et dont les déjections surnaturelles délivrent pierres précieuses et pièces d'or. Mais cet équilibre est rompu par le malheur : la reine se meurt de maladie. La raison d'État exigeant un héritier mâle, sur son lit de mort, elle fait promettre à son mari de ne prendre comme nouvelle épouse qu'une femme plus belle qu'elle. Les efforts des ministres pour trouver une princesse à la hauteur de la défunte reine restent vains, jusqu'à ce qu'ils admettent que seule la fille même du couple royal peut se prévaloir d'une telle beauté. Bien qu'un tel projet constitue un inceste, le roi décide de l'épouser, encouragé en cela par ses conseillers.
Il fait venir auprès de lui sa fille, qu'il avait rejetée depuis la mort de son épouse et qui s'était jusque-là divertie en chantant l'amour dans un jardin du palais (Amour, Amour). Il lui lit des vers qu'il sélectionne dans des recueils des temps futurs, puis la demande en mariage. La Princesse s'inquiète tout d'abord d'un tel dessein, mais entretient des hésitations, sensible à l'insistance de son père et à l'amour qu'elle-même lui porte. Elle rend alors visite à sa marraine, la Fée des lilas (Delphine Seyrig), pour obtenir son conseil. Celle-ci, malgré un comportement curieux laissant entendre que sa relation avec le Roi est tendue, lui apprend à distinguer les amours : si l'on aime ses parents, on ne les épouse pas (Les Conseils de la Fée des lilas). Guidée par cette dernière, la Princesse tente, sans contredire son père, de le dissuader de son projet en lui demandant tour à tour trois présents apparemment irréalisables : des robes d'une extrême complexité de confection, l'une couleur du Temps, l'autre couleur de Lune, et la dernière couleur du Soleil.

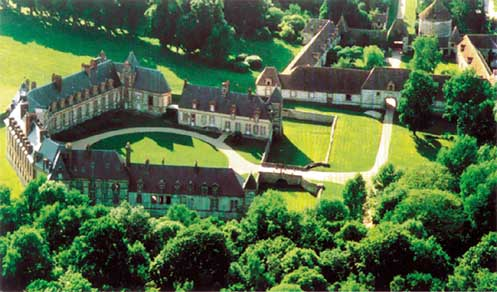
Les scènes de la forêt et de la chaumière de Peau d'Âne sont tournées aux alentours du château de Neuville, dans les Yvelines.

En dépit du coût et de la brièveté des délais accordés, le Roi accède à ses demandes. La Princesse se résout alors, toujours conseillée par sa marraine, à demander à son père un immense et ultime sacrifice : la peau de l'âne banquier, celui-là même qui fait la richesse du royaume. Contre toute attente, et après avoir reproché à sa fille de faire trop de caprices de coquetterie, le Roi accepte. Effarée par la dépouille de l'animal et n'ayant plus aucun moyen de se dérober à l'exigence de son père, la Princesse s'enfuit du château familial, cachée sous la peau de l'âne et munie de la baguette magique que lui a prêtée sa marraine la Fée. Lorsque les chevaux qui tirent son carrosse, devenu charrette au long du voyage, s'arrêtent d'eux-mêmes en pleine forêt, la jeune fille, qui a désormais l'apparence d'une gueuse, s'enfonce dans les bois. Logeant dans une misérable hutte au fond d'un bois et travaillant comme souillon pour une vieille femme, elle doit affronter l'hostilité et les moqueries des habitants d'une ferme à proximité (Les Insultes).
Dans le royaume où l'héroïne s'est établie se trouve un prince charmant (Jacques Perrin), qui languit après un amour qu'il n'a pas encore trouvé (Chanson du Prince). Alors qu'il erre dans les bois, une rose lui souffle de persévérer dans sa quête. Suivant ses conseils, il découvre non loin dans une clairière une cabane en piteux état, celle de Peau d'Âne, et aperçoit la jeune fille par une lucarne. Se croyant seule en son logis, celle-ci a alors revêtu ses atours de princesse. Il en devient immédiatement amoureux et, de retour dans son château, tombe malade d'amour. Ses parents, alertés de son état, ne voient goutte au comportement de leur fils ; mais le Roi rouge (Fernand Ledoux) comme la Reine rouge (Micheline Presle) ne souhaitent que l'aider dans sa quête d'amour.
Le Prince demande alors à sa mère que celle que tous dénomment « Peau d'Âne » lui prépare un gâteau. La jeune fille accède à sa requête et lui confectionne un « cake d'amour », dans lequel elle glisse discrètement un présent : un anneau d'or digne des parures qu'elle avait revêtues le jour où le Prince l'avait aperçue (Recette pour un cake d'amour). Celui-ci manque cependant de s'étouffer sur la bague, en dévorant le gâteau ; en attendant que ses proches soient rassurés et le laissent seul, il la dissimule, heureux de ce signe. Il ressort alors la bague et, dans un rêve, fait enfin la rencontre de la Princesse. Tous deux s'avouent mutuellement leur amour et expriment leur désir de vivre ensemble, libérés de leurs parents et de toute contrainte (Rêves secrets d'un prince et d'une princesse).

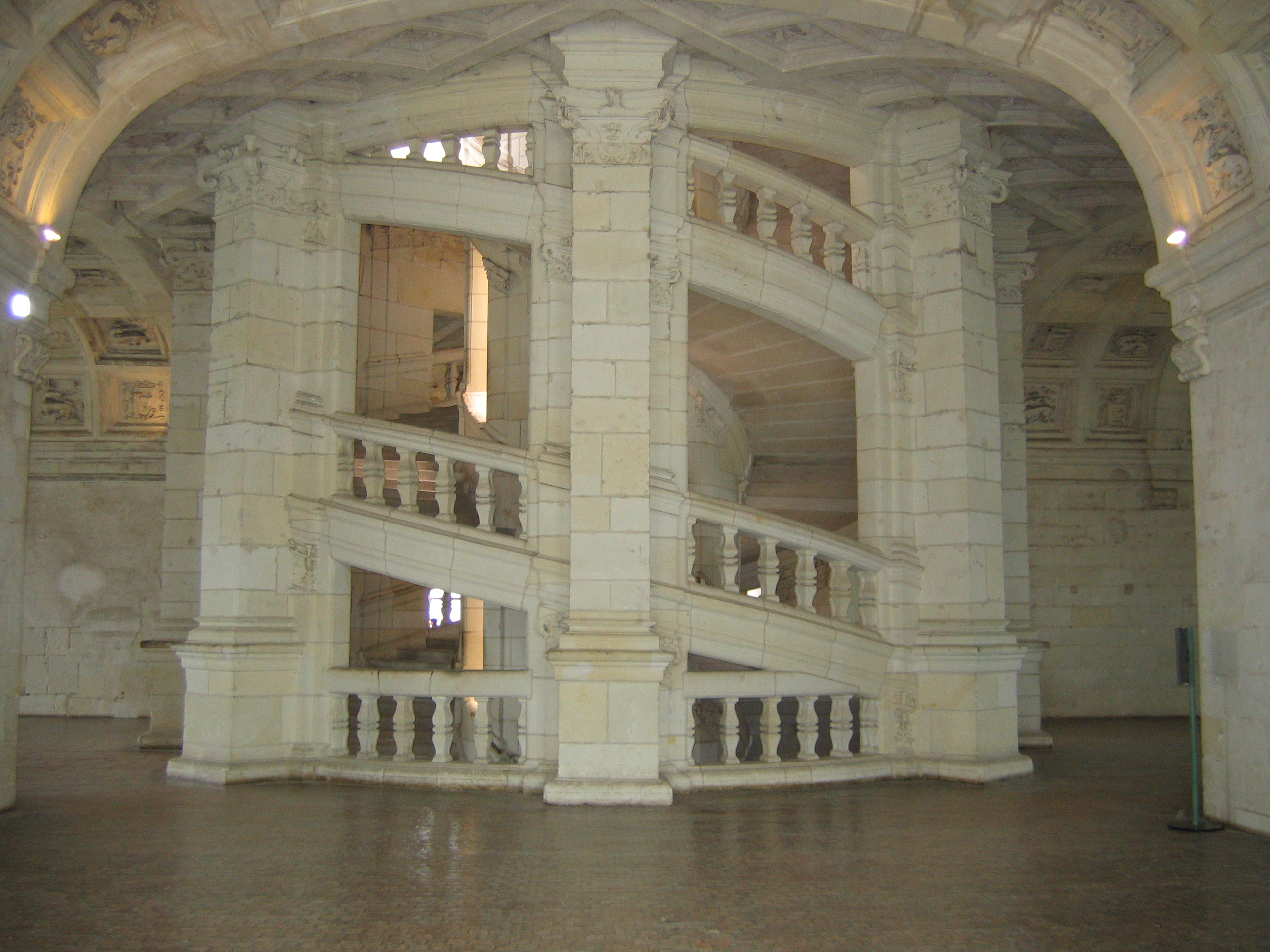
C'est avec, en fond, les imposants escaliers à double-hélice de Chambord que sont tournées les scènes dans la chambre du Prince et de l'essayage de la bague.

Sorti de ce doux songe, le Prince fait annoncer au château qu'il épousera la fille du royaume au doigt de laquelle la bague ira parfaitement. Une frénésie s'empare alors de la population féminine, certaines allant même jusqu'à essayer des potions et autres concoctions réputées magiques dans l'espoir d'adapter leur doigt à la bonne taille (Le Massage des doigts). Une séance d'essayage est organisée pour toutes les femmes du royaume, qui se présentent dans l'espoir de se révéler être l'élue. Défilant par rang social, elles ont droit à un essai chacune, mais la séance s'éternise et le Prince se lasse. Lorsque la procession prend fin, l'anneau ne s'est glissé à aucun doigt.
Le Prince pense alors à convoquer la dernière jeune fille du royaume, la souillon Peau d'Âne, qui était reléguée aux cuisines, et celle-ci arrive ; à la stupéfaction générale, l'anneau s'ajuste parfaitement à son doigt. Elle fait tomber sa Peau d'Âne et apparaît dans toute sa splendeur dans sa robe couleur du Soleil, provoquant l'émerveillement de tous. Les noces s'ensuivent : la Princesse épouse le Prince sous l'œil bienveillant de leurs familles, y compris du Roi bleu, qui se rend au mariage en hélicoptère en compagnie de la Fée des lilas. Cette dernière révèle alors à sa filleule que « tout est arrangé » et qu'elle-même épousera le Roi. La cérémonie se poursuit, et alors que défilent les invités prestigieux accourus de toutes parts, la page du conte se referme.
Le film s'achève sur les derniers vers du conte original :

« Le conte de Peau d'Âne est difficile à croire,

Mais tant que dans le monde on aura des enfants,

Des mères et des mères-grands,

On en gardera la mémoire. »

## Fiche technique
- Titre : Peau d'Âne
- Réalisation : Jacques Demy, assisté d'Alain Franchet et de Jean Lefèvre
- Scénario, dialogues et paroles des chansons : Jacques Demy, d'après le conte de Charles Perrault
- Décors : Jim Leon, réalisés par Jacques Dugied
- Costumes : Agostino Pace et Gitt Magrini, réalisés par Tirelli (à Rome) et Maria Gromstseff (à Paris)[1] ; la peau de l'âne et les masques d'animaux sont l'œuvre de l'atelier d'Hector Pascual
- Maquillages : Alexandre Marcus et Éliane Marcus, Monique Archambault
- Coiffures : Carita[2] et Alexandre de Paris, réalisées par Janou Pottier et Renée Guidet
- Photographie : Ghislain Cloquet, assisté d'Alain Franchet et Yves Agostini
- Son : André Hervée, assisté de Gérard Manneveau
- Musique : Michel Legrand
- Montage : Anne-Marie Cotret, assistée de Christiane Gratton
- Chorégraphie : Nicole Dehayes
- Production : Mag Bodard
- Sociétés de production : Parc Film, Marianne Productions (Paramount Pictures)
- Sociétés de distribution : Cinema International Corporation (1970), Ciné-Tamaris (2003 et 2014)
- Budget : 5 000 000 francs
- Pays d'origine :  France
- Langue originale : français
- Format : couleurs — 35 mm — 1,66:1 — son monophonique d'origine (Dolby stéréo pour la version restaurée)
- Genre : conte musical
- Durée : 91 minutes
- Dates de sortie[3] :
  - France : 16 décembre 1970 au cinéma Normandie Champs-Élysées ; 22 octobre 2003 (1re version restaurée) ; 2 juillet 2014 (2e version restaurée)

## Distribution
- Catherine Deneuve : la Reine bleue/ la Princesse/ Peau d'Âne
- Delphine Seyrig : la Fée des lilas
- Jacques Perrin : le Prince
- Jean Marais : le Roi bleu
- Micheline Presle : la Reine rouge
- Fernand Ledoux : le Roi rouge
- Pierre Repp : Thibaud, l'intendant
- Sacha Pitoëff : le Premier ministre
- Henri Crémieux : le chef des médecins
- Jean Servais : le narrateur
- Gabriel Jabbour : le chef des tailleurs
- Sylvain Corthay : Godefroy
- Patrick Préjean : Allard
- Louise Chevalier : la « Vieille »
- Georges Adet : le savant
- Jean-Marie Bon : le cocher
- Romain Bouteille : le charlatan
- Gabriel Cinque : le messager
- Guy Davout, Michel Delahaye, Michel Mardore, Domergue Regor : les ministres
- Paul Bonifas, Jean Daniel, Lucien Frégis, Pierre Risch : les médecins
- Simone Guisin : la duchesse Antoinette du Ligier de La Garde
- Sophie Maire : la princesse de Monthion
- Valérie Quincy : la duchesse Girard de Saint-Armand
- Annie Savarin : la princesse Pioche de La Vergne
- Annick Berger : Mlle Nicolette
- Laurence Carile : Mlle Tristounette
- Martine Leclerc : Mlle Gauthier
- Sonia Reff : Mlle Ripincelle
- Geneviève Thénier : la jeune fille dans l'appentis
- Dorothée Blanck : la jeune fille dans la chambre
- Andrée Tainsy : la mère
- Christine Aurel, Marion Loran, Vanina Michel : jeunes filles dans la grange
- Catherine Géniat, Maud Rayer : filles de cuisine
- Jean Degrave : un laquais
- Bernard Musson : un huissier
- Jean Valière : le deuxième cavalier
- Rufus : un valet de ferme
- Yves Pignot : un paysan (non crédité)
- Coluche : un paysan qui se moque de Peau d'Âne avant de tomber dans l'auge à cochons (non crédité)
- Rosalie Varda : la baronne dans la file des prétendantes/ une fermière[4]
- Annie Maurel : la rose[n 1] (non créditée)[5],[4]

### Interprètes des chansons
- Anne Germain : la Princesse/ Peau d'Âne
- Jacques Revaux : le Prince
- Christiane Legrand : la Fée des lilas
- Michel Legrand et Jacques Demy : diverses voix chantées

## Production

### Genèse: des racines profondes
Après quelques années passées aux États-Unis, entre 1967 et 1969, durant lesquelles il réalise Model Shop avec le soutien financier de la compagnie Columbia, Jacques Demy souhaite tourner un film inspiré de la culture française et en particulier de ses contes de fées et de leur merveilleux, qui lui inspirent « une très grande joie ». Dès les années 1950, il a établi le script d'une hypothétique adaptation de La Belle au bois dormant, qui ne donne pas de suite ; mais les films qu'il réalise au début des années 1960, Lola (1961) et Les Parapluies de Cherbourg (1964), font déjà référence aux contes de fées et jouent avec leurs codes,.

Parmi les œuvres du conteur français Charles Perrault, c'est Peau d'Âne que Demy sélectionne, pour son étrangeté. Sa compagne et collègue cinéaste Agnès Varda, qui était partie avec lui et l'avait accompagné dans son projet de film américain, explique plus tard ce choix par l'originalité de l'histoire (« C'est très bizarre, ce père qui veut épouser sa fille, qui s’obstine comme ça et elle qui se cache dans une peau d’âne. Jacques aimait beaucoup ce conte. ») et par sa complexité (« Nous convenions que Peau d’Âne était de loin le conte le plus complexe »). Demy apprécie cette histoire de longue date, l'ayant montée dès l'enfance dans son propre théâtre de marionnettes,, de même que Cendrillon et d'autres contes des frères Grimm ou d'Andersen, : 

« Autrefois, avant, quand j'étais enfant, Peau d'Âne me plaisait particulièrement. J'ai essayé de faire le film dans cette optique, par mes yeux, comme ça, quand j'avais sept ou huit ans. »

Choix de l'interprète de Peau d'Âne
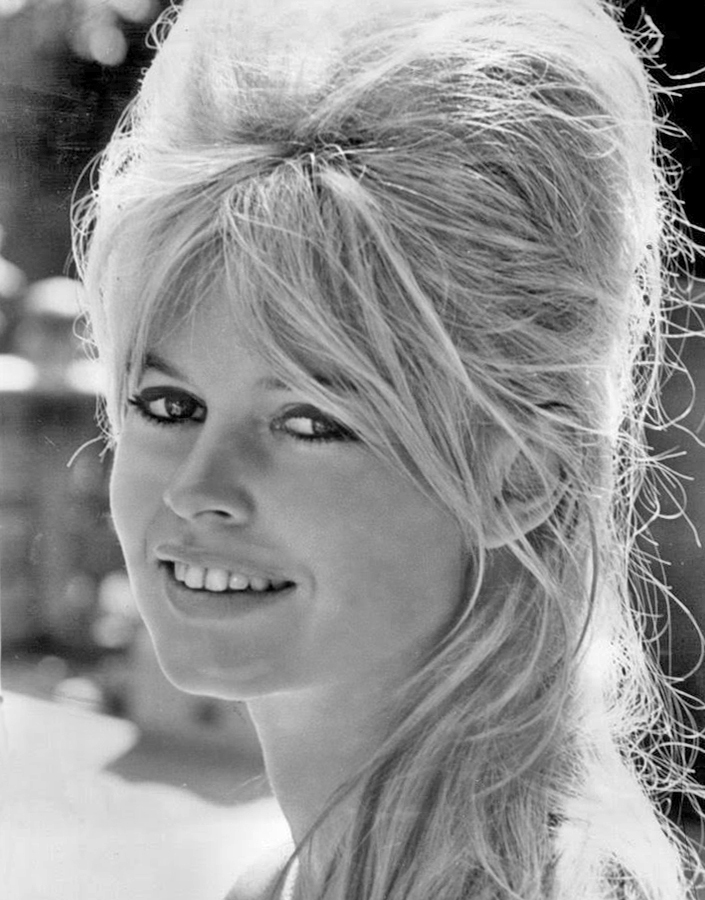
Brigitte Bardot, première interprète envisagée par Demy.
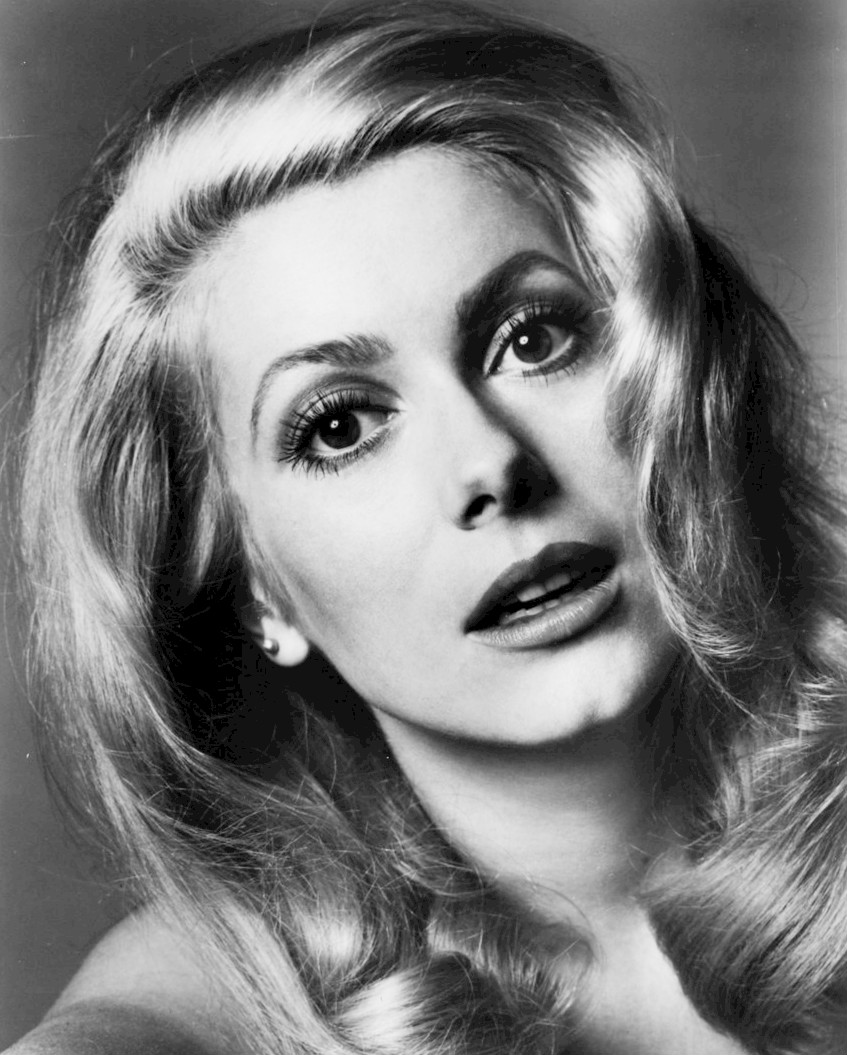
Catherine Deneuve, interprète retenue pour le film.

Il le cite dès 1962 comme l'un des scripts sur lesquels il travaille ; il envisage à l'époque dans les rôles-titres Brigitte Bardot et l'Américain Anthony Perkins, qui tourne alors beaucoup en Europe,,. Les deux acteurs donnent leur accord mais le devis du projet est trop élevé pour un cinéaste alors presque inconnu,.
À la date où Demy relance son projet, le conte n'a encore bénéficié que d'une seule adaptation portée sur grand écran par Albert Capellani en 1908. Ce court-métrage muet en noir et blanc reprend le canevas d'une féerie créée en 1838 au théâtre de la Porte-Saint-Martin et qui connut un grand succès populaire tout au long du XIXe siècle, mais pour lequel les auteurs, Émile Vanderburch et Laurencin, avaient modifié l'intrigue afin de ne pas y inclure la dimension de l'inceste : si la Princesse devait y porter une Peau d'Âne, c'était pour châtier sa coquetterie et non plus pour échapper aux yeux de son père. Le scénario de Demy est ainsi le premier à respecter la thématique problématique du conte original, que le réalisateur réutilisera par ailleurs dans son ultime film, Trois places pour le 26 (1988). Riche de son expérience américaine, une certaine désinhibition gagne peut-être Demy, qui tend alors vers plus d'audace au regard de la production cinématographique française traditionnelle. « Ma vision de l'Amérique est celle d'un monde criard, baroque, où la notion de goût, ce bon goût français qui nous a été inoculé comme un vaccin, n'existe pas. Le mauvais goût américain m'a transporté, je l'ai adoré... », témoigne le réalisateur. Il souhaite également se débarrasser de l'étiquette « pastel » généralement attachée à ses films par les spectateurs, en particulier depuis la sortie des Demoiselles : il tient à « essayer de faire simple et vrai comme furent Les Parapluies plutôt que Rochefort ».

### Développement

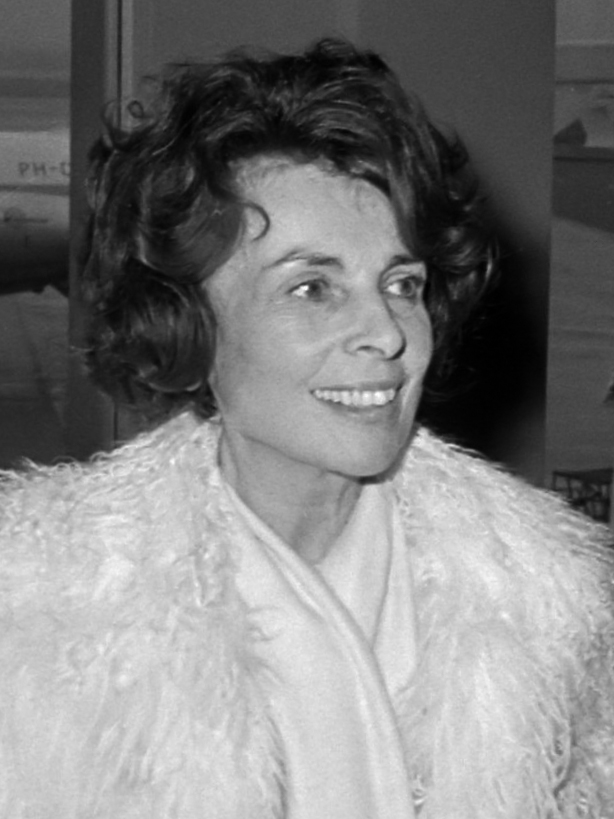
La productrice Mag Bodard (ici en 1972) avait déjà collaboré aux précédents films musicaux de Demy, pour lesquels réunir des financements n'avait pas été aisé.

Loin de lui reprocher l'échec commercial de Model Shop, sorti en 1969, les producteurs américains de Demy lui proposent de diriger un nouveau film aux États-Unis, A Walk in the Spring Rain, avec les deux stars que sont Ingrid Bergman et Anthony Quinn. Demy laisse finalement sa place à Guy Green : « j'avais surtout envie de rentrer en France pour y faire Peau d'Âne que j'avais déjà en tête depuis un moment. Mag Bodard [productrice française] était venue me voir à Hollywood pour me dire qu'elle avait le financement, que Catherine [Deneuve] voulait le faire. J'ai un peu hésité et je me suis dit que si je continuais dans cette voie, ce n'était pas celle que j'avais choisie puisque je préfère écrire les sujets que je réalise. Si j'entrais dans le système hollywoodien, il me conviendrait peut-être, mais je n'en étais pas sûr ».
Porté par le triomphe des Demoiselles de Rochefort, Demy avait en effet ressuscité dès 1968 l'idée de Peau d'Âne, qu'il avait proposée à son interprète principale, Catherine Deneuve. Auréolée de gloire, l'actrice est devenue à l'époque une icône, et son intérêt pour le projet est un atout pour la mise en chantier du film, dont le scénario et les chansons sont déjà écrits, tout comme la musique composée par Michel Legrand. Cela permet à la productrice Mag Bodard de s'attacher les soutiens financiers qui lui manquaient après le refus de la Columbia. Malgré les efforts conjugués de Bodard et de Deneuve, laquelle accompagne Demy à New York pour tenter de convaincre le producteur Stanley Schneider, un des pontes de la Columbia, celui-ci n'a en effet pas accepté de s'engager sur un film catalogué « pour enfants ». Mag Bodard, qui n'en est pas à sa première difficulté pour produire les films musicaux de Demy, trouve finalement un accord avec Marianne Productions, filiale française de la Paramount (Peau d'Âne sera cependant le dernier film de Demy qu'elle produira).

« Comme les autres filles, j'aimais les histoires de fées et de sorcières, de rois et de princesses, de perles et de crapauds. Lorsque j’ai lu le scénario de Peau d’Âne, j’ai retrouvé les émotions de ma lecture d’enfance, la même simplicité, le même humour, et, pourquoi ne pas le dire, une certaine cruauté qui sourd généralement sous la neige tranquille des contes les plus féériques. »

— Catherine Deneuve

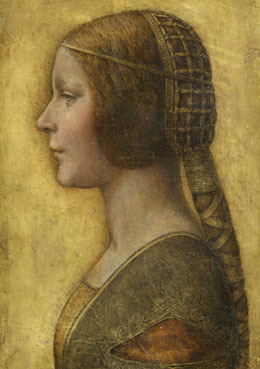
Des coiffures sophistiquées avec postiches sont élaborées pour la Princesse sur l'exemple des peintures italiennes de la Renaissance auxquelles songe Demy, comme La Belle Princesse.

La préparation du film va s'étaler sur « six à huit mois », non sans quelques problèmes de budget (voir plus bas). Les costumes (à l'exception de ceux des figurants qui sont loués) sont imaginés par Agostino Pace, sous l'étroite supervision de Jacques Demy. À l'époque, l'artisan est très pris par ses engagements de costumier et de décorateur au théâtre, et ne peut se libérer qu'une quinzaine de jours pour se rendre au domicile du réalisateur à Noirmoutier, où il n'a le temps de réfléchir qu'aux costumes. Tandis qu'il dessine, Demy l'interrompt tous les quarts d'heure pour évaluer son travail et le recentrer dans ses essais. C'est de cette courte mais intense collaboration qu'émerge l'idée de scinder les deux royaumes en deux couleurs : « On va faire comme les enfants », propose Pace, profitant de la liberté enfantine que procure la conception d'un tel film.
Avec l'aide de la costumière Gitt Magrini, qui élabore les costumes depuis l'Italie puisque lui-même ne peut assister au tournage, il s'inspire des modes du temps de Charlemagne et de la Renaissance. La barbe du Roi rouge est d'ailleurs parsemée de fleurs, rappelant le surnom de Charlemagne, « l'empereur à la barbe fleurie ».
Les robes de la Princesse et de la Reine sont de style Louis XV mais offrent certaines références à l'œuvre de Walt Disney, (pour une analyse de la collerette, voir plus bas), et les quatre costumes du Prince de style Henri II. Les tenues de la Fée des lilas, en revanche, mêlent glamour hollywoodien, avec un déshabillé vaporeux, et éléments plus classiques de la mode à la Cour, comme une collerette. Les trois robes (couleur du Temps, couleur de Lune et couleur de Soleil) que la Princesse demande à son père, sur les conseils de la Fée, constituent le morceau de bravoure des costumiers. Particulièrement lourdes, tout comme la peau de l'âne, elles rendent difficiles les déplacements de Catherine Deneuve dans les « escaliers interminables du château de Chambord », si bien que pendant le tournage des tabourets sont passés directement sous ses jupons pour qu'elle puisse se reposer. Habituée des tournages avec Demy, l'actrice tient bon : « Mais ces difficultés [l'inconfort des costumes] n'intéressaient pas Jacques [Demy]. Pour lui, c'était comme si un danseur était venu se plaindre de ses pieds en sang ou de son dos cassé. Ça n'avait pas de rapport avec le film lui-même, alors pourquoi en parler ? »

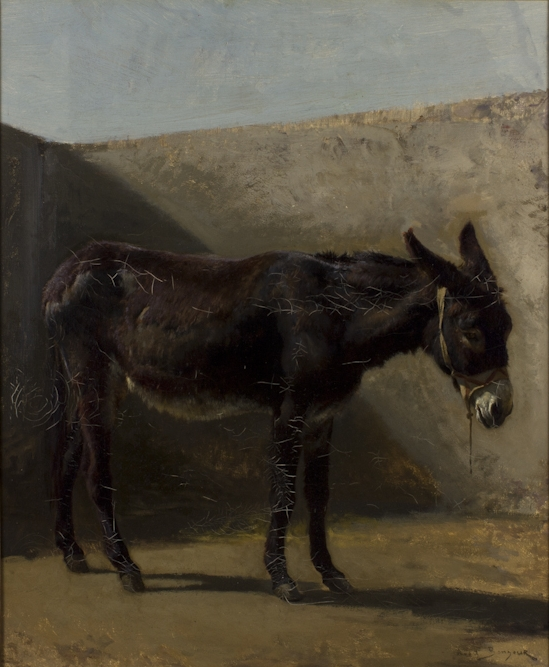
L'Âne, tableau de Rosa Bonheur (vers 1880).
Le « costume d'âne » est une question délicate que Jacques Demy ne tient cependant pas à éluder.

Hector Pascual et son atelier sont responsables des costumes animaliers. Pour les masques d'animaux du Bal des chats et des oiseaux, Jacques Demy a en tête les travaux fantasmagoriques qui ont fortement influencé les surréalistes et Jean Cocteau, de l'artiste et décoratrice de théâtre Leonor Fini, qu'il a rencontrée en novembre 1969. La Peau d'Âne éponyme est, quant à elle, authentique, selon les souhaits du réalisateur. La dépouille originale provient directement d'un abattoir et pose des problèmes de lourdeur et d'odeur ; il lui faut être grandement nettoyée et retravaillée avant d'être portée par Catherine Deneuve, à qui est cachée sa provenance. L'intérieur est fait de papier de nylon recouvert de peinture. C'est encore Hector Pascual qui est chargé de sa retouche : « Il avait fallu retravailler la peau. Telle quelle, il y aurait eu des vers vivants. [...] Il fallait que je la réadapte. Quand on enlève la peau d'un animal, elle reste « vivante », organique. Je me souviens de l’avoir doublée quatre ou cinq fois. Jacques Demy m’avait dit : « Ne dis rien à Catherine [Deneuve] ! », sinon elle ne l’aurait jamais portée. » C'est finalement la peau qui est choisie pour faire la promotion de Peau d'Âne sur l'affiche française, au lieu des robes somptueuses qui peuvent apparaître dans les affiches internationales du film.
Les maquettes de préparation pour les décors sont élaborées par l'artiste Jim Leon, « supporter inconditionnel de l'art onirique du XIXe siècle ». Faute de moyens, Demy a en fait dû renoncer à engager son collaborateur habituel, le décorateur Bernard Evein, et Agostino Pace n'a pas le temps de s'y consacrer. C'est ainsi que Jim Leon est engagé par le réalisateur, rencontré à San Francisco, après lui avoir montré comme travaux une sérigraphie de papillon et un dessin érotique évoquant notamment Alice au pays des merveilles. Il imagine en tout 28 maquettes pour Peau d'Âne,, ainsi que le paravent dans la salle du trône et l'affiche utilisée pour la promotion du film, fameuses représentations psychédéliques.

### Tournage

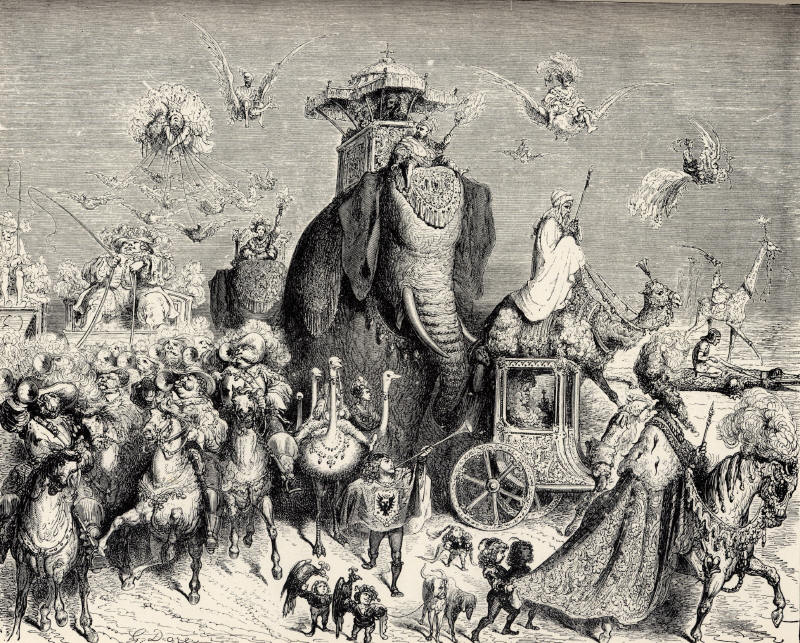
Le cortège d'invités prestigieux qui clôt le film est directement hérité de la version en prose du conte, illustrée par Gustave Doré.

Le tournage débute le 1er juin 1970 et se prolonge dans l'été, pendant huit semaines, profitant de la lumière naturelle estivale. Jacques Demy préférant les prises de vue réelles aux reconstitutions en studio, l'équipe investit surtout les châteaux de la Loire que sont Chambord (où se déroulent les scènes du château rouge et du mariage) et le Plessis-Bourré (pour les scènes du château bleu), mais aussi le château de Neuville et son parc dans les Yvelines (pour les scènes de la ferme et de la cabane dans la forêt), ainsi que le château de Pierrefonds dans l'Oise (pour la scène finale du défilé des invités du monde entier). Les somptueux animaux qu'amènent avec eux les rois invités aux noces sont d'ailleurs recrutés non loin, parmi les pensionnaires du parc zoologique de Coucy-lès-Eppes, dans l'Aisne. La rêverie des deux jeunes gens est quant à elle tournée dans la campagne d'Eure-et-Loir, à Rouvres, près de la maison de Michel Legrand.
Les directives que Demy donne à ses acteurs sont très précises et insistent sur les gestes pour mieux faire se dégager la dimension merveilleuse. Il demande notamment aux acteurs de surjouer, se souvient Catherine Deneuve : « Jacques [Demy] nous demandait de tout exagérer : nos regards au plafond, nos gestes surjouant l'accablement ou l'émotion, comme dans une image pieuse. Ce qui nous a valu des fous rires dont on peut détecter la trace dans quelques scènes du film. Mais c'était surtout en sous-main, une injonction à la surréalité au sens esthétique et littéraire. »

#### Les embarras d'un film fantasque

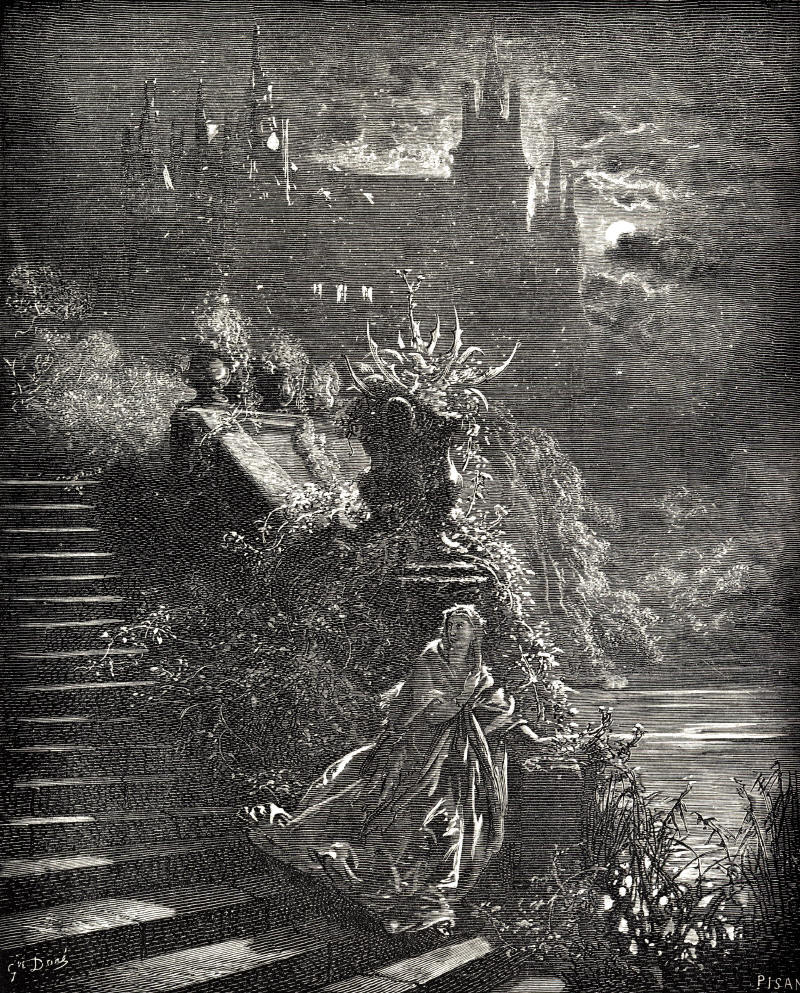
Jacques Demy, tout comme Gustave Doré dans cette illustration du conte, choisit de représenter le château d'origine de Peau d'Âne avec une végétation luxuriante, qui mêle les thèmes de la richesse et de l'oppression.

Face à un budget précaire, l'équipe du film fait des concessions tant matérielles que pratiques dès la mise en chantier du film. Jacques Demy et Catherine Deneuve acceptent ainsi tous deux de mettre leur salaire en participation,. Demy renonce à la mise en scène ambitieuse dont il rêvait dès les premières moutures du scénario, en mars 1969, et qui prévoyait des plans mobiles et complexes au moyen de grues et de travellings.

Une part importante des financements se concentre sur les décors et les costumes, essentiels pour exprimer le merveilleux d'un tel film. Le fidèle collaborateur de Demy, le décorateur Bernard Evein, a eu du mal à établir un devis, tant les éléments de comparaison manquent pour un film aussi inhabituel que Peau d'Âne. Une fois la préparation des décors terminée, il en a estimé le coût à 700 000 francs, soit cinq fois plus que ceux des Parapluies et deux fois plus que ce que la production avait envisagé d'y consacrer. L'impossibilité de trouver un compromis a mené tout d'abord à l'arrêt de la production pendant plusieurs semaines, menaçant bel et bien le développement du projet, avant qu'il ne reprenne au printemps 1970. C'est là que Bernard Evein est remplacé par Jim Leon, qui dessine les maquettes tandis que Jacques Dugied les fait exécuter. Mais les soucis subsistent : le poste décoration dépasse finalement la somme qui lui avait été consacrée en atteignant la somme de 770 000 francs, bien loin des 350 000 francs initialement alloués, et le tournage ne sera pas exempt d'infortunes. Ainsi la chambre de la Princesse, dans le film, diffère-t-elle grandement de ce qui était initialement prévu. La veille du tournage des scènes s'y déroulant, le lit imaginé ne répond pas du tout aux attentes des décorateurs et conduit à des improvisations de dernière minute pour régler ce qui apparaît comme une « catastrophe épouvantable » : 

« À sept heures du soir, le décorateur vient me dire : « C'est une catastrophe. Le lit de la Princesse est complètement raté ; on ne l’a pas fait faire là où il aurait fallu. » C’était une très grosse fleur très jolie, en velours floqué rose, qui s’ouvrait quand la Princesse approchait et se refermait lorsqu’elle était couchée dedans. Je vais voir l’engin en question et c’était une affreuse mécanique, qui marchait par saccades ; le flocage n’avait pas été fait ; ils avaient collé un tissu dessus et on voyait la colle. C’était horrible, inutilisable. On a viré ça et on a passé la nuit à essayer d’inventer un décor. J’avais aperçu deux cerfs, en bas, dans l’entrée de Chambord, on les a fait monter et on a fait le lit avec ça, en improvisant le reste. »

— Jacques Demy
Sur le tournage, les rapports de Demy avec ses comédiens sont excellents. Il les a réunis avant pour discuter du script et ils constituent, d'après son biographe Jean-Pierre Berthomé, une « distribution idéale ». Jacques Perrin, le Prince, dira de ses expériences avec le cinéaste : « Tourner avec Demy, ce fut des moments de grâce, des moments de notre vie qu'on n'oublie pas. Ces films, ce n'était pas un travail, je ne les confonds pas avec d'autres. »
Mais les relations du réalisateur avec Philippe Dussart, le directeur de production, deviennent de plus en plus difficiles. Initialement prévu autour de quatre millions de francs, alors que la moyenne pour un film de l'époque tourne à 2,58 millions, le budget total du film va connaître un dépassement de 800 000 francs, et empoisonner l'ambiance du tournage. D'où ce constat amer de Demy, obligé de restreindre ses ambitions : « Au dernier moment, j'ai dû supprimer un figurant sur deux, un décor sur deux, un costume sur deux, pour pouvoir faire le film. C'est-à-dire l'appauvrir véritablement alors que c'est un film qui réclamait du fric puisque c'est un film sur de la magie et que la magie ça se paie très cher. »

#### À Chambord
Lors de la séquence tournée à Chambord, Jean Marais fait quotidiennement l'aller-retour depuis Paris, où il doit être présent chaque soir sur la scène du Palais-Royal pour jouer L'Amour masqué. Agnès Varda, épouse du réalisateur, vient souvent sur le tournage, de même que leur fille Rosalie, alors âgée de douze ans, qui obtient les faveurs des costumières et deux rôles de figuration, et héritera également du gros chat qui sert de trône au Roi bleu. La sœur de Jacques Demy, Hélène, est aussi présente et effectue un stage de scripte aux côtés d'Annie Maurel. Mais l'honneur de tourner dans un château aussi chargé d'Histoire est contrebalancé par les contraintes techniques que posent les visiteurs :

« Nous travaillions dans une partie du château interdite au public. Mais, comme Chambord est plutôt pauvre en meubles, le bruit des touristes passant et parlant derrière les portes était accru par la résonance de ces grandes salles à peu près vides. Nous devions alors interrompre le tournage. Un autre, à la place de Jacques Demy le réalisateur, se serait rongé d'impatience : lui non. Si Peau d'Âne est un conte de fées, Jacques Demy a une patience d'ange : nous attendions tranquillement. »

— Catherine Deneuve, 1971

#### Trucages

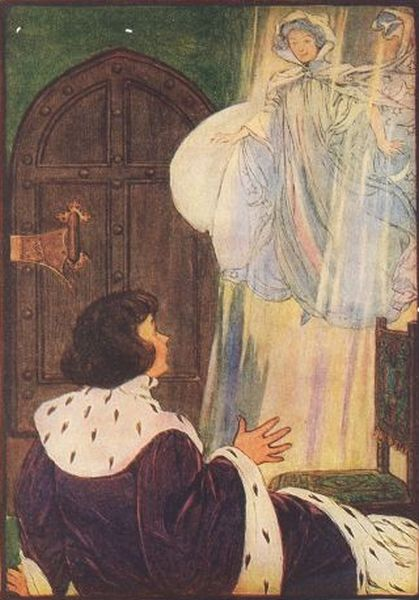
L'arrivée providentielle de la Fée pour dispenser des conseils – passage fameux des contes de fées – est mise en scène dans le film avec force ralentis.

Préférant les tournages en décors naturels aux reconstitutions en studio, Demy est également favorable au caractère artisanal des effets visuels, qui contribuent selon lui à recréer l'atmosphère fantastique du conte, dans le même style que ceux de Georges Méliès ou Jean Cocteau avant lui,.
L'une des astuces les plus marquantes est celle utilisée pour faire défiler les nuages sur la « robe couleur du temps » de la Princesse. Dans sa biographie de Demy Jacques Demy et les racines du rêve, Jean-Pierre Berthomé énumère les différentes théories sur la constitution de cette robe qui furent soulevées lors de sa recréation en 2013 :
- selon Demy (en 1976), Catherine Deneuve (en 1995 pour L'Univers de Jacques Demy) et Agnès Varda (dans une entrevue sur la restauration du film en 2013), la robe est conçue en tissu de projection de cinéma, et des nuages ont été préalablement filmés en 16 mm. « Puis, au tournage, un technicien s'est promené avec un projecteur 16 mm en suivant Catherine Deneuve pour que le nuage soit toujours sur sa robe, même si parfois ça débordait un peu[54] », se souvient Varda. Fabriquée en tissu d'écran de cinéma, la robe peut alors devenir le support à toutes les projections, celles du « temps » comme celles du spectateur[6],[28]. Mais selon les experts chargés de la reconstitution de la robe pour l'exposition à la Cinémathèque, une telle technique n'est pas viable et l'incrustation des nuages a probablement plutôt été faite au montage : « la projection aurait été déformée par les plis de la robe. On voit la souplesse du tissu quand elle la soulève : c'était du taffetas[55] » ;
- Berthomé oppose une version qui lui semble être la véritable : la robe est recouverte de Transflex, matériau réfléchissant qui ne permet pas les débordements d'image sur la chair, et requiert un dispositif très complexe avec jeu de miroir sans tain. L'opération fut menée par Ghislain Cloquet, Jean-Paul Savignac et Michel François, lequel, spécialiste des effets spéciaux, ne voulut jamais révéler comment il avait mêlé le Transflex à la robe[56].

D'autres effets sont obtenus par l'agencement minutieux des images : le dédoublement de l'héroïne lors de la confection du « cake d'amour » (tantôt en princesse aux fourneaux, tantôt en souillon consultant le livre de cuisine) est réalisé par champ-contrechamp et découpage soignés. La déchéance progressive du carrosse qui éloigne la Princesse du Château bleu est, quant à elle, agencée par de simples raccords d'un plan à l'autre, de même que le changement de robes de la Fée en sa clairière, où il est demandé à l'actrice de retrouver la position exacte adoptée avant l'interruption nécessaire à la métamorphose du jaune au lilas. Et les toitures enneigées du château bleu que l'on aperçoit alors qu'advient la mort de la Reine bleue sont en réalité collées par matte painting sur une vitre placée devant un panorama général du château et au-devant de laquelle sont projetés de faux flocons de neige. Ce même procédé est utilisé pour signifier le retour du printemps, lorsque l'écran laisse apparaître des branches bourgeonnantes.
Demy joue aussi avec les potentialités du matériel technique et n'hésite pas à placer la caméra à l'envers ou à inverser la pellicule au montage pour obtenir certains effets sans pour autant que l'image soit sens dessus dessous. Ainsi, le défilement de la pellicule en marche arrière permet de donner l'impression que des bougies s'allument par la seule action de la baguette magique (alors qu'elles ont en réalité été préalablement filmées en train de s'éteindre), que les deux héros dans leurs roulades oniriques parviennent à remonter une pente (ils se sont plutôt laissés glisser naturellement vers le bas) ou que la Fée des lilas remonte par le plafond (le plan est en fait une répétition inversée et ralentie du plan précédent, qui la faisait crever le plafond et descendre dans la pièce). L'arrivée de la Princesse à la ferme consiste en un simple ralenti. Enfin, la rêverie des deux amoureux, qui commence dans la chambre du Prince, fait appel à un procédé de surimpression : Demy filme une première fois la version où le jeune homme est au lit, puis rembobine la pellicule avant de le filmer une seconde fois sur fond neutre se levant pour rejoindre la princesse de son rêve.

#### Le reportage d'Agnès Varda
Lors des visites d'Agnès Varda sur le tournage, celle-ci prend soin de filmer les coulisses. C'est l'occasion d'immortaliser, pour les séquences dans le Val de Loire, la visite d'illustres amis de Jacques Demy et confrères de la scène parisienne. Les images présentent ainsi sur la pelouse de Chambord le cinéaste François Truffaut, qui connaît bien Demy qu'il a rencontré sur plusieurs tournages et Catherine Deneuve pour l'avoir déjà dirigée l'année précédente dans La Sirène du Mississipi et avoir entamé une liaison avec elle. Le chanteur Jim Morrison, icône des années 1960, se rend également à Chambord accompagné de son ami Alain Ronay, avec qui il a fait des études de cinéma et qui fera de nombreuses photos du tournage, et de Varda elle-même, chez qui il vient de passer plusieurs jours à Paris. Ils prennent le train depuis la capitale puis une voiture à Orléans afin de rejoindre le château. Se montrant discrète sur le tournage, la vedette signe néanmoins un autographe pour Duncan Youngerman, le jeune fils de Delphine Seyrig. Rosalie Varda, qui n'avait que douze ans à l'époque et apparaît dans le court-métrage, se souvient aussi des deux rôles de figurante qu'elle interprète : celui d'une prétendante parmi les princesses qui essaient la bague de Peau d'Âne auprès du Prince, mais aussi celui d'une petite fermière dans la cour du château de Neuville. Elle observe de loin le personnage interprété par Catherine Deneuve trimer dans la cour de la ferme : une scène difficile à jouer, à cause de l'inconfort des costumes (les sabots, les lourds seaux à porter), de la forte chaleur et de la pestilence du fumier.

Les châteaux dans Peau d'Âne
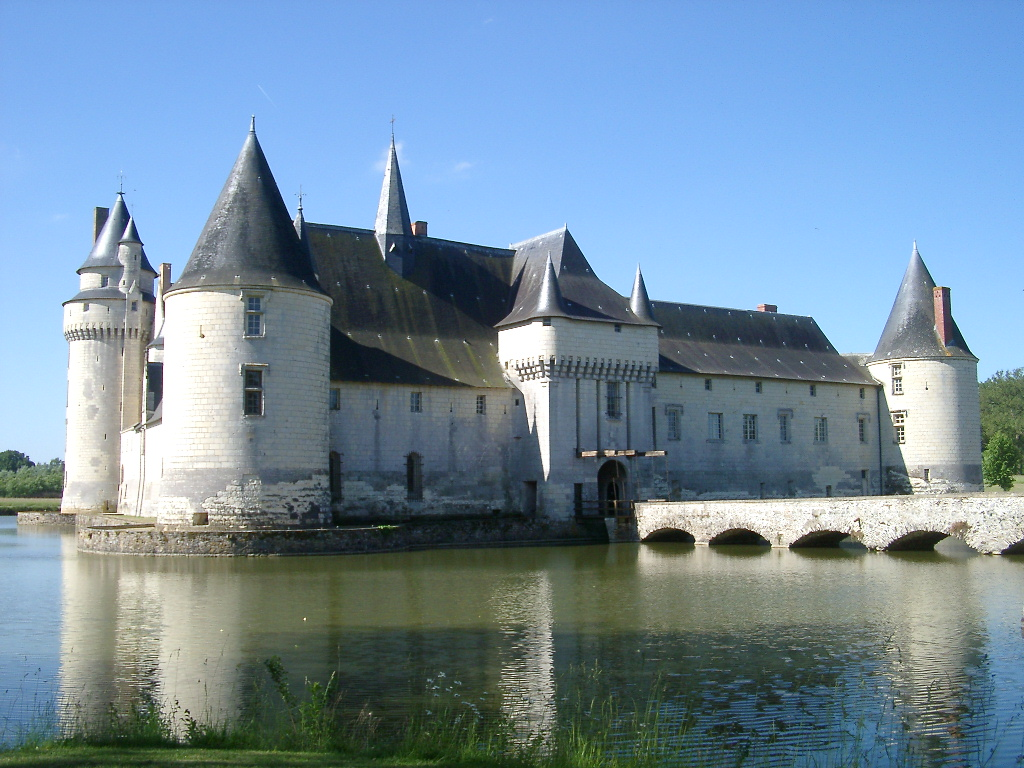
Le château du Plessis-Bourré, « château bleu ».
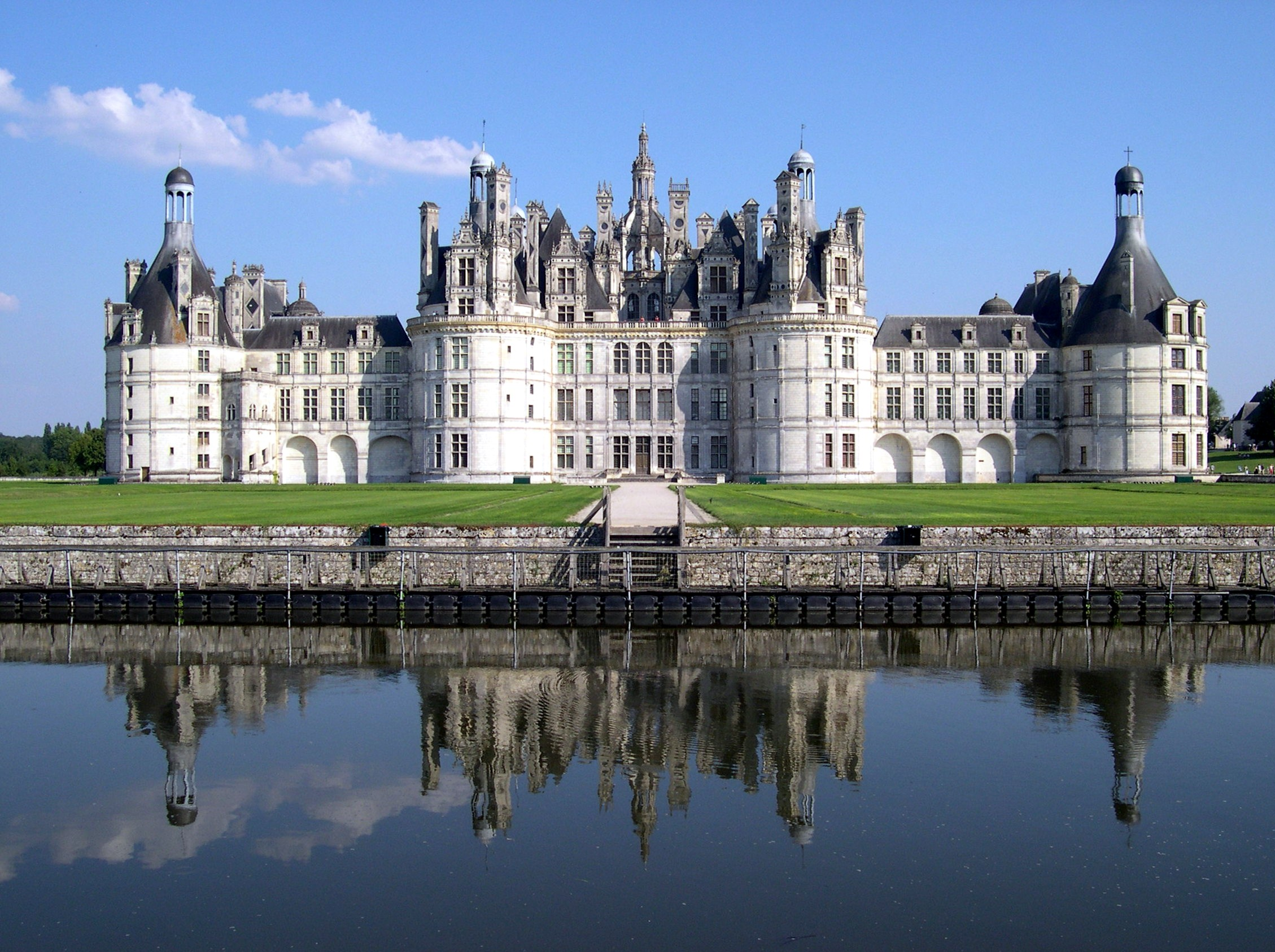
Le château de Chambord, « château rouge ».
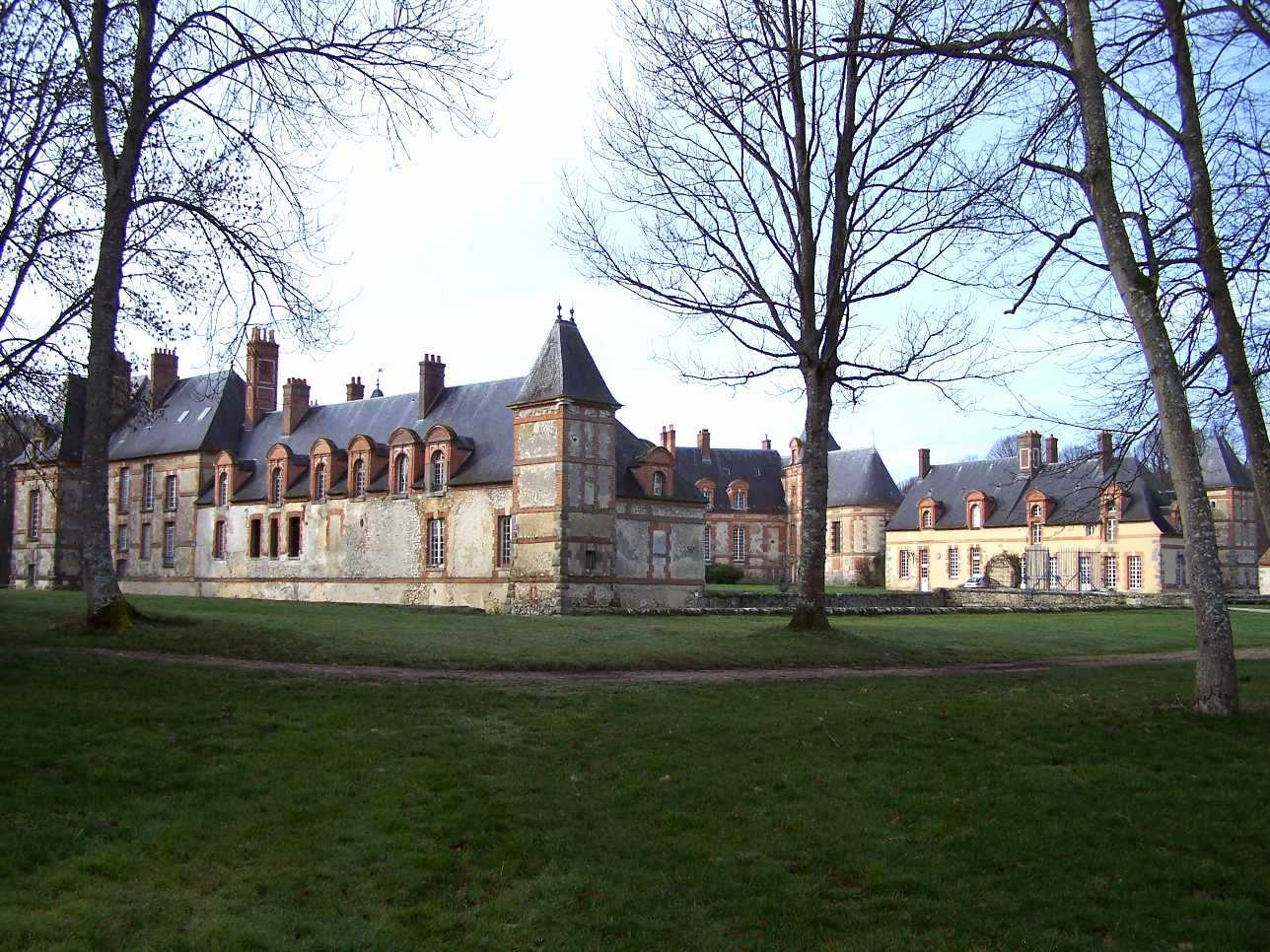
Le château de Neuville, décor des travaux ingrats de Peau d'Âne.

### La musique de Michel Legrand

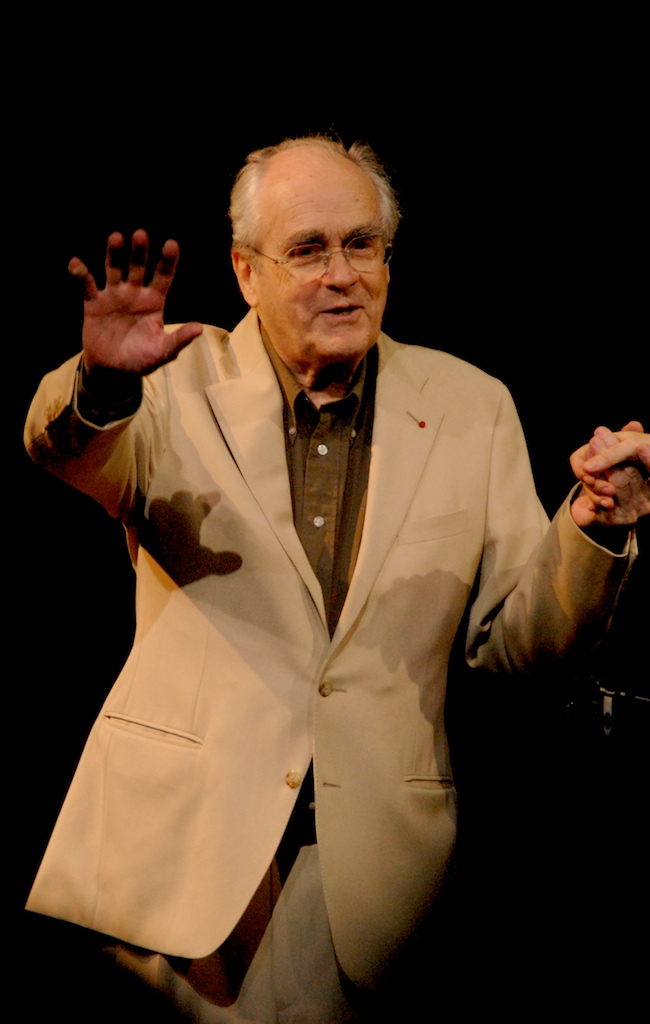
Michel Legrand (ici en 2008) a composé la musique de presque tous les films de Demy, y compris ses deux précédents films musicaux.

L'importance et la recherche d'une utilisation originale de la musique dans les projets à venir de Demy se précisent dès 1963. Dans un entretien avec Denise Glaser, il fait part de son désir de réaliser un film « en chanté » (c'est-à-dire entièrement chanté), ce qu'il accomplira l'année suivante avec Les Parapluies de Cherbourg, dont il écrit les paroles sur une musique de Michel Legrand, collaborateur attitré de Demy depuis son premier long-métrage (Lola, en 1961). Le duo récidive en 1967 avec un hommage à la comédie musicale américaine, Les Demoiselles de Rochefort.
Peau d'Âne est la première incursion du compositeur dans le genre du merveilleux et Demy le conforte dans sa première idée de mélanger des styles volontairement contrastés (baroque, jazz et pop) « pour faire naître la féérie ». Pour le compositeur, « la convergence de toutes ces influences [les partis pris visuels et musicaux] aboutit à un temps imaginaire, à un entre-deux temporel. »
En incorporant au motif classique de la fugue des rythmes et des instruments plus modernes (comme les instruments électroniques), Legrand souhaite en effet se démarquer des thèmes médiévaux utilisés précédemment par d'autres films, tels Les Visiteurs du soir de Marcel Carné (1942).

« D'emblée, je donne à Peau d’Âne une espèce de symétrie, en l’encadrant par deux grandes fugues, l’une en ouverture, l’autre en clôture : la première sur le motif de la recherche de l’amour (Amour, Amour), la seconde sur celui de l’amour trouvé (Rêves secrets). »

— Michel Legrand
De même que dans les précédents films de Jacques Demy, les acteurs principaux sont doublés pour les chansons. Catherine Deneuve et Jacques Perrin sont respectivement doublés, comme dans les Demoiselles de Rochefort, par Anne Germain et Jacques Revaux. Delphine Seyrig est doublée par Christiane Legrand, bien que l'actrice ait également enregistré la chanson de la Fée des lilas.
Lors d'une interview, Michel Legrand, qui a son brevet de pilote, évoquera une excursion en avion au-dessus du château de Chambord avec Jacques Demy, quelques semaines après la sortie du film, durant laquelle les deux « demy-frères », comme ils s'appellent, chantent à tue-tête les musiques imaginées pour Peau d'Âne.

#### Chansons
- Amour, Amour - la PrincesseC'est la première chanson du film, et la seule à s'insérer dans le contenu diégétique, c'est-à-dire à être perçue comme telle dans la narration (au contraire des autres chansons qui participent à l'action) : la Princesse l'interprète dans la cour du château sous les yeux méditatifs de son père. Un perroquet de compagnie reprend de temps à autre certains vers. Mais on apprend plus tard dans le film que le Prince connaît lui aussi cette chanson, et que les deux personnages avaient en commun encore plus qu'ils ne le pensaient[68], les destinant ainsi l'un à l'autre[69].
- Les Conseils de la Fée des lilas - La Fée des lilasCette chanson, durant laquelle la marraine dit à la princesse de fuir le royaume car « on n'épouse jamais ses parents », introduit l'idée de résistance à l'inceste, déjà présente dans le conte de Perrault. La Fée, dont c'est la première apparition dans le film, y apparaît comme un personnage résolument moderne (grâce à ses vêtements et à ses velléités de rébellion face au pouvoir établi), mais non dénué d'arrière-pensées, puisqu'elle trahit un fort attachement pour le roi.
- Les Insultes - la Princesse, paysans et paysannes
- Chanson du prince - le Prince
- Recette du cake d'amour - la PrincesseLa scène de confection du cake est l'une des plus iconiques du film, notamment pour la chanson[64] et en raison du moment où Peau d'Âne, en cassant un œuf, libère un poussin[n 11]. Catherine Deneuve y est dédoublée et apparaît en même temps sous les traits de la Princesse et de la souillon, jouant ainsi avec les thèmes de la dualité et de l'indécision. Il y a également fusion du merveilleux des costumes avec le réalisme concret de la préparation du gâteau. Un tel champ-contrechamp des deux identités de l'héroïne est alors inédit au cinéma[51].
- Rêves secrets d'un prince et d'une princesse - la Princesse, le PrinceCette chanson, subversive pour les deux personnages, a des résonances hippies (voir plus bas). C'est le seul véritable duo du film (« Mais qu'allons-nous faire de tant de bonheur ? »)[68].
- Le Massage des doigts - ensemble

#### Bande originale

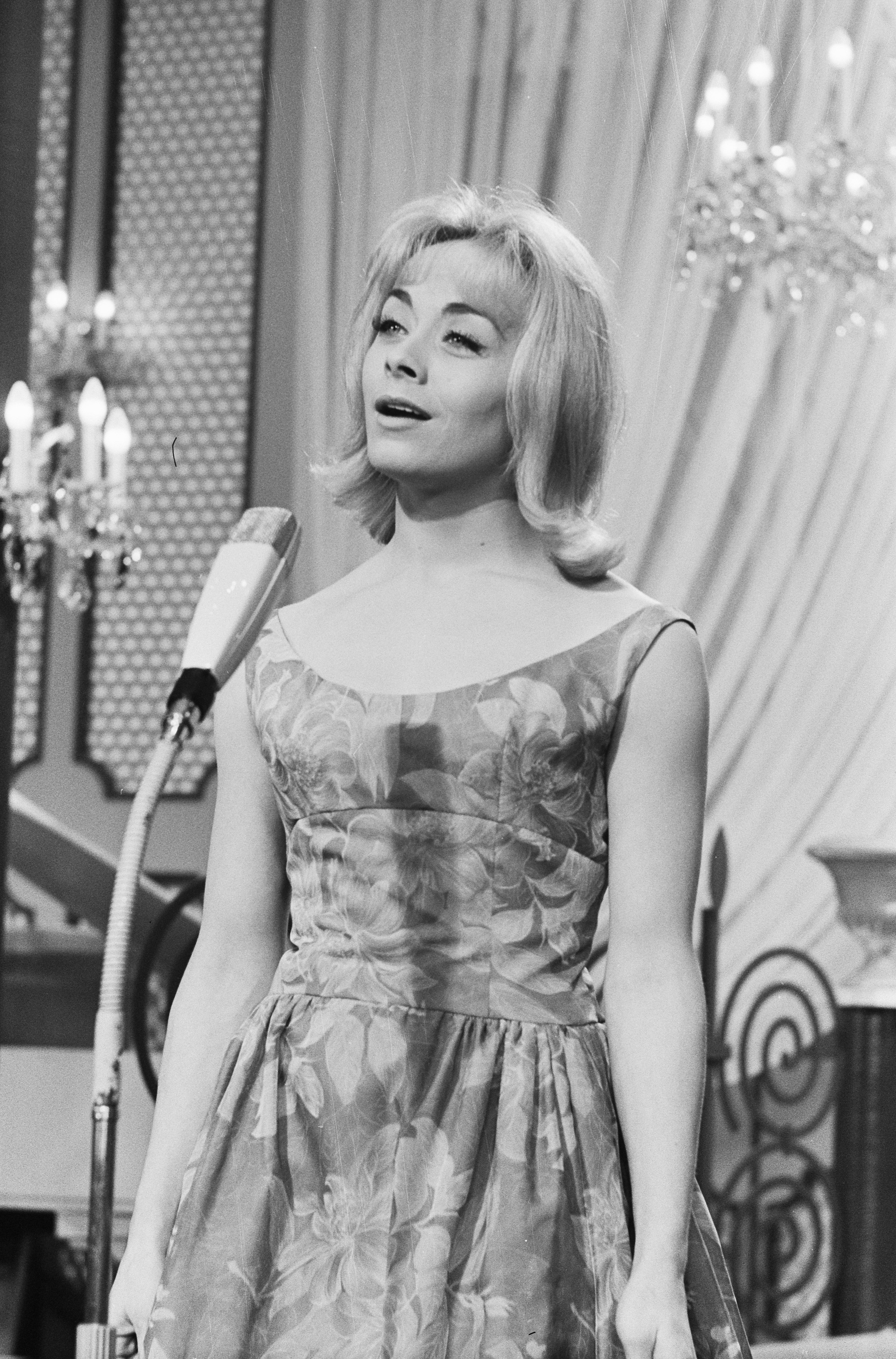
Isabelle Aubret (ici en 1962) a réenregistré les principales chansons du film en 1970 pour un 33 tours intitulé Isabelle Aubret raconte Peau d'Âne.

La bande originale du film est publiée en 1970 par Pathé-Marconi sous étiquette Paramount Records (réf. 2C 062 - 91.975). Un second 33 tours sort la même année : Isabelle Aubret raconte Peau d'Âne (disques Meys, réf. 30005), dont est extrait un 45 tours comportant deux chansons interprétées en duo par Isabelle Aubret et Michel Legrand, Rêves secrets d'un prince et d’une princesse et Conseils de la Fée des lilas (disques Meys, réf. 10026).
Un 45 tours réunissant deux extraits de la bande sonore du film, Recette pour un cake d'amour et Conseils de la Fée des lilas, sort quelques mois plus tard chez Pathé Marconi, ainsi qu'un 45 tours produit par Michel Legrand et comprenant la Chanson du Prince et Amour, Amour, interprétées respectivement par Jean-Pierre Savelli et Angela (Productions ML, réf.45.542).
En 1994, Play Time/ FGL sort pour la première fois en CD l'intégralité de la musique du film, chansons comprises. Lors de sa ressortie de 1996, cet album est complété par 5 titres inédits en CD, dont les deux enregistrés par Isabelle Aubret en 1970.
| 1.          | Générique                                    |                                 | 2:06 |
| 2.          | Il était une fois                            |                                 | 3:26 |
| 3.          | Les Ministres, le Savant                     |                                 | 3:20 |
| 4.          | Amour, Amour                                 | Anne Germain                    | 2:28 |
| 5.          | Déclaration d'amour                          |                                 | 2:07 |
| 6.          | Conseils de la Fée des lilas                 | Christiane Legrand              | 1:59 |
| 7.          | Les Trois Robes                              |                                 | 4:35 |
| 8.          | Peau d'Âne s'enfuit                          |                                 | 1:31 |
| 9.          | Fugue du Prince                              |                                 | 1:09 |
| 10.         | Loin du château bleu                         |                                 | 5:24 |
| 11.         | Peau d'Âne arrive à la ferme                 |                                 | 1:36 |
| 12.         | Les Insultes                                 | Anne Germain et divers          | 2:38 |
| 13.         | Rigodon à la ferme                           |                                 | 1:10 |
| 14.         | Le Temps arrêté                              |                                 | 1:50 |
| 15.         | Chanson du Prince                            | Jacques Revaux                  | 2:03 |
| 16.         | Le Prince se meurt d'amour                   |                                 | 2:50 |
| 17.         | Retour au château rouge                      |                                 | 1:32 |
| 18.         | Recette pour un cake d'amour                 | Anne Germain                    | 2:56 |
| 19.         | Le Bal du chat et des oiseaux                |                                 | 1:47 |
| 20.         | Rêves secrets d'un prince et d'une princesse | Anne Germain, Jacques Revaux    | 4:08 |
| 21.         | Idylle fuguée                                |                                 | 1:14 |
| 22.         | Retour du Prince au château                  |                                 | 0:47 |
| 23.         | Le Massage des doigts                        | Divers                          | 2:09 |
| 24.         | Final                                        |                                 | 2:09 |
| 25.         | Amour, Amour                                 | Pedro Paulo Castro Nevez        | 2:36 |
| 26.         | Conseils de la Fée des lilas                 | Delphine Seyrig                 | 1:58 |
| 27.         | Chanson du Prince                            | Jean-Pierre Savelli             | 2:12 |
| 28.         | Conseils de la Fée des lilas                 | Isabelle Aubret                 | 2:06 |
| 29.         | Rêves secrets d'un prince et d'une princesse | Isabelle Aubret, Michel Legrand | 2:45 |
| 68 min 53 s |                                              |                                 |      |

Source : bande originale du film.

## Accueil
Peau d'Âne sort le 16 décembre 1970, respectant la volonté du réalisateur qui estime que, pour se replonger dans un récit d'enfance, les spectateurs sont davantage disponibles à Noël « que le trois février, au moment de la note d'impôts ».

### Accueil critique et public
Au contraire des précédents films de Demy, comme Les Parapluies de Cherbourg qui obtient le prix Louis-Delluc et la Palme d'or, Peau d'Âne ne reçoit guère de reconnaissance de la profession en dehors du prix du « meilleur film pour enfants » décerné en 1971 par le Círculo de Escritores Cinematográficos (Cercle des scénaristes de film) en Espagne.
Les critiques sont plus élogieuses : Andrée Tournès, du mensuel orienté vers les jeunes cinéphiles Jeune Cinéma, juge le film « précieux, mais pas mièvre : sans vulgarité, sans condescendance et recevant l'accueil qu’il mérite, attentif et un peu grave. » Jean-Louis Bory, du Nouvel Observateur, démontre le lien du film de Demy avec La Belle et la Bête de Jean Cocteau et salue sa « naïveté » (au sens de « foi poétique ») et son authenticité : « Rien ne sent le studio, tout entretient la confusion entre le réel et le merveilleux, et entre ce réel merveilleux et le vrai, qui est l’essence de la féerie ». Bory conclut sur le parti pris visuel de Peau d'Âne : « Il faut savoir gré aux costumiers et décorateurs : ils n’ont pas trop versé dans le style « vitrine de Noël pour faubourg Saint-Honoré »,. » Dans Le Monde, Jean de Baroncelli rejoint cet avis : « Aux amateurs de divertissements somptueux, un cadeau royal est offert [...]. La mise en scène est d'un raffinement extrême. » Pour Robert Chazal, de France-Soir, « le charme opère dès les premières images. Et l'enchantement — teinté parfois d'humour, pour les adultes — va croissant ».
Michel Ciment, de Positif, se montre plus incisif et considère le film comme un « échec » d'adaptation, « une version littérale sans surprise et sans mystère » : il voit dans son parti pris esthétique, qu'il juge inexistant, de la laideur et des manques d'homogénéité de style et d'harmonie avec les décors naturels. La musique de Michel Legrand lui semble également trop peu originale par rapport à ses créations précédentes. « Les défauts de Peau d'Âne […] sont sans doute ceux de projets caressés depuis trop longtemps et qui, entrepris sur le tard, n'offrent plus qu'un aspect fané », conclut-il avant d'établir le contraste avec les cinéastes américains, qu'il juge moins « complaisants à l'égard de leur propre univers ». Des décennies plus tard, lors de la sortie de la 1re version restaurée, le critique Roger Ebert rejoint ce point de vue : il juge les partitions de Michel Legrand moins impressionnantes que pour Les Parapluies de Cherbourg, et trouve surtout le film morne et peu diversifié, comme s'il manquait d'un arc narratif. Il reste néanmoins admiratif des « merveilles visuelles » imaginées par Demy et de la beauté de Deneuve.
Avec 2 198 576 entrées en France, le film réalise un beau score commercial et se classe au 12e rang du box-office des films sortis en France en 1970. C'est ce succès qui amènera un producteur anglais à financer le prochain projet de conte de fées de Jacques Demy, Le Joueur de flûte. Peau d'Âne reste cependant le plus grand succès public de la carrière de Demy.

### Postérité

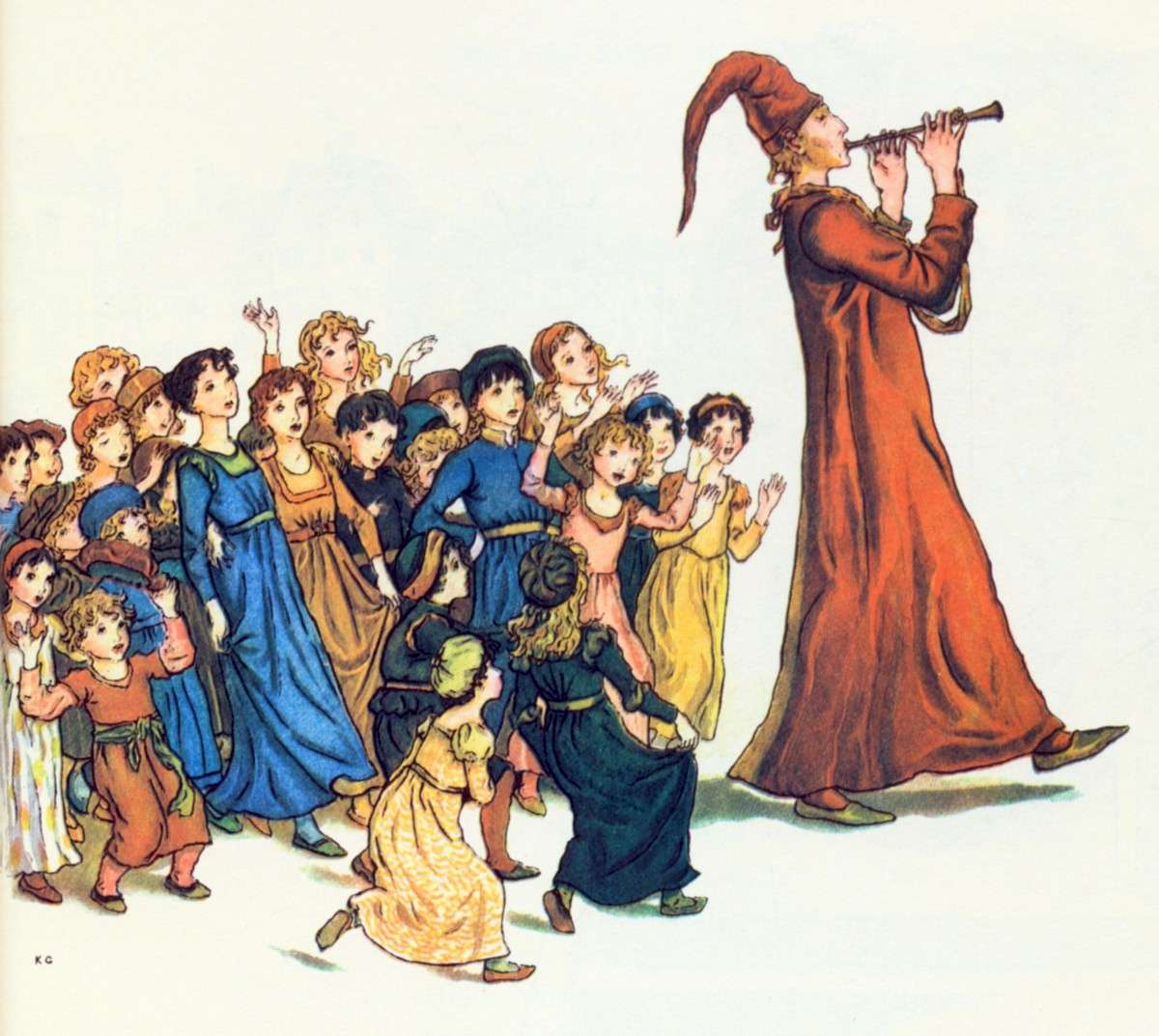
Le Joueur de flûte de Hamelin, autre conte traditionnel adapté par Demy juste après Peau d'Âne (ici illustré par Kate Greenaway).

Peau d'Âne et le film qui le suit immédiatement, Le Joueur de flûte, demeurent les seules incursions de Jacques Demy dans l'univers des contes. Quelques années plus tard, il monte le projet de moderniser Cendrillon, autre conte de Perrault, et d'en jucher l'héroïne sur des patins à roulettes. L'icône allemande Nastassja Kinski est pressentie dans les haillons de la Princesse et Demy parvient à intéresser le réalisateur et producteur américain Francis Ford Coppola, mais le projet n'a jamais abouti,.
Dans les années 1990 et 2000, les studios Disney, célèbres pour leurs films d'animation inspirés des contes de fée, contactent les proches de Jacques Demy, mort en 1990, afin de travailler sur une nouvelle adaptation du conte. Cette idée n'en reste néanmoins qu'au stade de projet, probablement à cause du malaise que certains thèmes de l'œuvre, comme l'inceste ou l'animalité, provoqueraient auprès d'un public américain culturellement imprégné de puritanisme. Évoquant en 2014 le film de Demy, Rosalie Varda juge en effet qu'il a « quelque chose de […] culturellement européen, […] aujourd'hui impossible à refaire. »

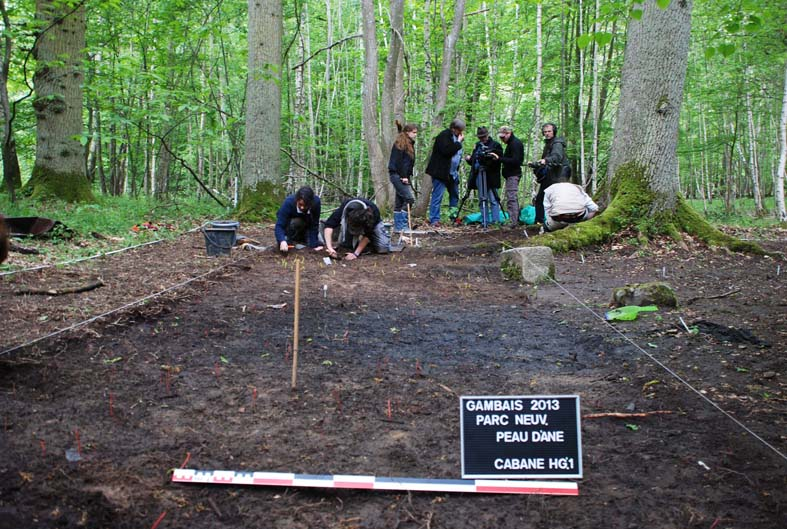
Fouille archéologique sur les lieux de la cabane, dans le parc du château de Neuville, à Gambais, en 2013.

En 2012, une équipe de fouille menée par Olivier Weller, chargé de recherches au CNRS, investit le bois du château de Neuville, à Gambais, afin de tenter de retrouver les lieux et les traces du tournage du film. Leurs recherches se concentrent sur la centaine de mètres carrés où ont été tournées les scènes de la cabane de Peau d'Âne et de la clairière de la fée des Lilas. Seul un indice concret permettait de retrouver les lieux : un clou planté dans un arbre par un accessoiriste pour aider Jacques Perrin à l'escalader. Un relevé microtopographique, une recherche des anomalies métalliques et une prospection géophysique de résistivité électrique du sous-sol ont permis de préciser le plan de la cabane et la densité des vestiges enfouis. Les objets exhumés sont autant des fragments de décors ou de costumes (polystyrène, planches, fragments de miroir, perle bleue, strass) que des éléments techniques du tournage (tessons d'ampoules bleues utilisées par la scripte). En comptant les restes des techniciens du tournage (cigarettes, Vérigoud), on arrive à 4 000 objets trouvés autour de la cabane. Des restes du coquillage géant et des piliers monumentaux de la clairière de la fée doivent encore être fouillés, alors que le cadre du fameux miroir bleu de la fée a été retrouvé près de la cabane. De nombreux tessons de céramique, qui pourraient reconstituer la vaisselle utilisée lors de la scène du « cake d'amour », ont également été retrouvés dans la cabane. Celle-ci a été laissée en place après le tournage, mais a finalement été détruite et brûlée par les propriétaires du domaine quelques années plus tard,. Ces recherches ont donné lieu à un film documentaire de Pierre-Oscar Lévy et Olivier Weller, Peau d'âme, sorti en avril 2018 et récompensé par le prix du public lors du festival d'archéologie de Clermont-Ferrand ainsi que par la mention spéciale du jury lors du festival international du film d'archéologie de Rovereto en Italie. Il est décrit par Antoine de Baecque comme 

« un documentaire extrêmement réjouissant et stimulant : une forme cinématographique de "science-en-s'amusant". […] Si bien qu'on peut dire de Peau d'âme qu'il nous fait comprendre tout ensemble ce qu'est un conte, ce qu'est l'archéologie, ce qu'est l'histoire et ce qu'est l’œuvre d'un des plus grands cinéastes français. Rien de moins qu'une forme de savoir magique,,,. »

Des décennies après la sortie de Peau d'Âne, ses chansons composées par Michel Legrand ne cessent d'être citées dans la culture populaire. En 2007, dans le film Le Quatrième Morceau de la femme coupée en trois, la protagoniste et sa mère entonnent ainsi ensemble Les Conseils de la fée des Lilas. En 2014, dans L'Année prochaine, les chansons sont cette fois-ci interprétées par deux personnages qui viennent de regarder le film. Marguerite et Julien, film sorti en 2015 de Valérie Donzelli, s'inspire lui plus largement et ouvertement de l'univers de Demy par ses thématiques incestueuses, son lyrisme et ses anachronismes volontaires,.
En 2018, une comédie musicale adaptée du film est montée au théâtre Marigny à Paris dans une mise-en-scène d'Emilio Sagi. Elle réemploie la partition originale de Michel Legrand, qui a composé pour l'occasion dix minutes inédites de musique, et à qui le public fait une ovation lors de la toute première représentation. Sa distribution comprend Marie Oppert sous les traits de la Princesse, Mathieu Spinosi comme Prince, les danseurs Michaël Denard et Marie-Agnès Gillot comme Roi bleu et Reine rouge, et Claire Chazal sous la forme de la narratrice,.

### Restaurations

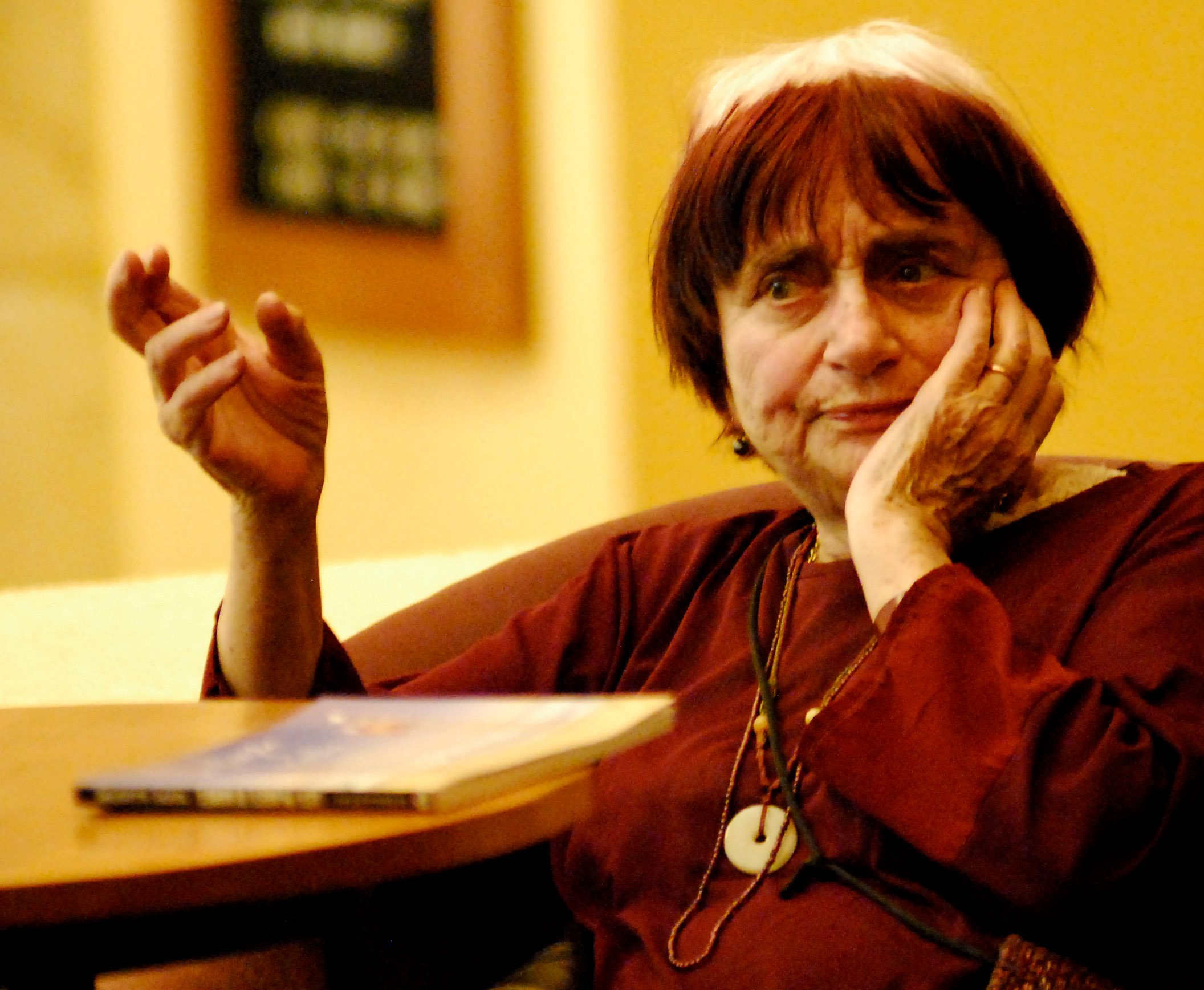
Agnès Varda (ici en 2010) a été avec sa famille la principale instigatrice des restaurations successives à travers sa maison Ciné-Tamaris.

Par son discours intergénérationnel, le film acquiert au fil des années un statut culte,,.
Le film a été restauré en 2003 et en 2014, sous la houlette d'Agnès Varda, compagne de Jacques Demy, et avec la participation de leurs enfants Mathieu et Rosalie. Cette entreprise tient à la volonté d'Agnès Varda de restaurer les trois œuvres les plus emblématiques du réalisateur, avec Les Parapluies de Cherbourg et Les Demoiselles de Rochefort. Ces restaurations bénéficient notamment du soutien financier des régions dans lesquelles le tournage a pris place et qui ont été mises en valeur dans les décors du film : les Pays de la Loire (en particulier le Domaine national de Chambord) et l'Île-de-France, mais aussi les joaillers Van Cleef & Arpels, le CNC et le site myskreen.com. Le film était jusque-là presque introuvable sur le marché, et même les membres de la distribution avaient du mal à se le procurer :

« Souvent, des amis me demandaient si j'en avais une copie. Mais, pour moi aussi, le film avait disparu. Si bien que je suis la première enchantée de pouvoir le redécouvrir dans ses couleurs d'origine ! »

— Catherine Deneuve, 2003
Cette première version restaurée sort officiellement dans les salles le 22 octobre 2003 ; elle est présentée au Festival de Marrakech ainsi qu'à la Berlinale en 2004. Elle a permis essentiellement de stabiliser le vieillissement du son et de l'image, notamment en convertissant la musique de Michel Legrand en qualité stéréo. Dans Aden, le guide culturel du Monde, Philippe Piazzo salue alors « le film qu'on revoit pour la cent douzième fois » et dont le monde « continue de nous transporter ».

« J'ai passé plusieurs mois avec Mathieu et Rosalie Demy à restaurer Peau d’âne qui était abîmé. Les droits étaient tombés et depuis quatre ans le film était gelé, comme on dit. Alors on a fait tout ce qui fallait faire pour l’image et pour le son. Et ce sont des très gros travaux, très chers. Pour l’image, ça consiste à prendre les parties abîmées, les scanner en numérique, les filmer de nouveau avec une pellicule qui s’intègre avec l’ancienne, il faut retrouver les couleurs d’origine, spatialiser le son… Enfin bref, il faut le faire attentivement, il faut le faire bien, il faut le faire avec amour parce qu’il faut que ce soit beau. »

— Agnès Varda, 2004, Arte
D'avril à juillet 2013, la Cinémathèque française consacre une rétrospective à Jacques Demy avec l'exposition « Le Monde enchanté de Jacques Demy », où sont notamment exposées les trois robes de la Princesse, recréées pour l'occasion par Agostino Pace, les originales étant en trop mauvais état après plus de quarante ans sans efforts de conservation, ou bien détruites dans un incendie de l'entrepôt du costumier Tirelli. Cette célébration permet de réunir de nouveaux financements pour se concentrer sur les œuvres majeures du réalisateur, au nombre desquelles se retrouve Peau d'Âne. Les images sont restaurées, le film passe au format numérique et le son est remastérisé. La ressortie de l'œuvre restaurée, le 2 juillet 2014, et son exploitation vidéo subséquente à partir de novembre 2014 sont l'occasion de nouvelles diffusions dans les salles, notamment grâce à la maison de production Ciné-Tamaris, qui gère exclusivement les films de Jacques Demy et d'Agnès Varda. Un livre de souvenirs du tournage et de matériau inédit sur le film (esquisses, croquis), Il était une fois « Peau d'Âne », est également publié par Rosalie Varda-Demy, la fille du réalisateur, et Emmanuel Pierrat. Le Domaine national de Chambord, qui a participé à cette nouvelle restauration de même que la maison Van Cleef & Arpels, propose une exposition sur le tournage du film en ses murs, tandis que la maison de joailliers crée une collection inédite, « Peau d'Âne raconté par Van Cleef & Arpels ». La version restaurée est également diffusée sur Arte le soir de Noël en première partie de soirée. Marine Landrot de Télérama le définit pour l'occasion comme un « véritable enchantement ».

### Éditions en vidéo
La réhabilitation de l'œuvre de Demy dans les années 2000, jusque-là plutôt négligée par le public, a poussé Ciné-Tamaris à lancer différentes éditions du film. Le découpage du film en lui-même n'a pas changé depuis 1970, mais les éditions s'agrémentent de différents « boni » inédits supervisés par Agnès Varda et ses enfants. On trouve ainsi :
- un DVD simple contenant le film[113] ;
- une édition avec deux DVD. Elle comprend : la bande-annonce originale de 4 minutes ; un extrait du documentaire L'univers de Jacques Demy (8 minutes), qu'Agnès Varda a consacré à son mari ; « Peau d'Âne raconté par les enfants » (8 minutes), qui donne la parole à des enfants après leur visionnage du film ; un documentaire « La Princesse en chemise » ; un documentaire « Mag Bodard, une productrice passionnée » (4 minutes) ; un documentaire « Le Petit Peau d'Âne illustré » (11 minutes), une rétrospective des différentes illustrations du conte de Perrault ; un documentaire « Peau d'Âne et les penseurs » (17 minutes), dans lequel des psychanalystes se penchent sur la symbolique des contes de fées ; la vidéo « Peau de bique » de Claire Bretecher (2 minutes) ; le court-métrage Peau d'Âne d'Albert Capellani (14 minutes), l'adaptation de 1908 ; et une brochure avec un album photos, les sept chansons du film, et un karaoké de trois d'entre elles[114],[115] ;
- un coffret regroupant trois films de Demy : Peau d'Âne, Les Demoiselles de Rochefort et Les Parapluies de Cherbourg. Concernant Peau d'Âne, il contient un texte de Jean-Pierre Berthomé lu par Mathieu Demy ; une vision du film par Rosalie Varda ; « Peau d'Âne raconté aux enfants » ; « La Princesse en chemise » ; le documentaire sur Mag Bodard et la vidéo de Claire Brétecher déjà présents dans l'édition précédente ; un « petit jeu de Peau d'Âne illustré », ainsi que des chansons en karaoké[116] ;
- une édition intégrale des œuvres de Demy, qui offre pour Peau d'Âne une version alternative de la chanson Amour, Amour de Michel Legrand et le texte de Jean-Pierre Berthomé déjà contenu dans l'édition précédente[117].

Pour la ressortie 2014, les exploitations vidéo en DVD et Blu-ray dans des coffrets Arte Éditions contiennent de nombreux compléments, parmi lesquels le reportage en super 8 du tournage que filmait Agnès Varda (voir plus haut).

## Analyse

### Une adaptation fidèle du conte?
Le film se réclame d'être une libre adaptation du conte Peau d'Âne de Charles Perrault. Paru pour la première fois en 1694 dans une version en vers, il est republié en 1781 sur vélin à Paris, chez l'éditeur Lamy. Celui-ci adjoint à la version classique une seconde, en prose, celle-là même qui sera par la suite la plus reprise et illustrée notoirement par Gustave Doré. Le film est en fait une adaptation de cette dernière, dont l'auteur reste inconnu.

#### Jacques Demy et le genre du conte
En plus de reprendre l'intrigue du Peau d'Âne de Perrault, Demy emprunte aux autres histoires du conteur. L'arrivée de Peau d'Âne à la ferme après sa fuite, lorsque tous les personnages sont comme endormis, figés dans leur activité, rappelle le sort qui affecte ceux de La Belle au bois dormant. La « vieille » qui accueille alors la jeune fille crache des crapauds, tout comme l'aînée des sœurs dans Les Fées, qui a été maudite par une fée pour son orgueil et est condamnée à cracher des créatures répugnantes. Cette femme fait également référence au Petit Chaperon rouge en s'adressant au Prince. Plus tard, une fois Peau d'Âne établie dans la vie quotidienne du village, deux valets de ferme se moquent d'elle en la surnommant « Cucendron », comme le fait l'aînée des demi-sœurs envers l'héroïne éponyme de Cendrillon. Enfin, le Bal des chats et des oiseaux, organisé par la Reine rouge, doit accueillir le marquis de Carabas, personnage apparaissant dans Le Chat botté. D'autres références sont intertextuelles, car déjà présentes dans le conte original : l'épithète que Thibaud attribue à Peau d'Âne, « la plus vilaine bête après le loup », est reprise du conte, et rappelle les vilenies commises par le loup dans Le Petit Chaperon rouge.
D'autres aspects du film peuvent être imputés à l'influence de contes : le cercueil de verre, destiné dans le film à la mère défunte de l'héroïne, fait référence à Blanche-Neige des frères Grimm, et à l'innocente jeune fille à qui est réservé le même sort après avoir consommé une pomme empoisonnée ; le miroir de Peau d'Âne, qui lui révèle à distance la réaction de son père après sa fuite, fait référence au miroir magique de La Belle et la Bête, capable de révéler par l'image des vérités lointaines. L'aspect cyclique des saisons répond également au genre du conte et à la figure de style de la pathetic fallacy : la maladie de la Reine bleue est révélée par le narrateur alors que l'orage gronde au-dehors du château, correspondant à l'automne ; sa mort survient en hiver, son cortège funèbre déambulant dans la neige stérile ; et c'est dans le renouveau du printemps, dans une forêt verdoyante, que la Princesse et le Prince s'aperçoivent et tombent amoureux,.
Aux yeux du critique Alain Philippon, le merveilleux inhérent au genre du conte n'empêche pas le réalisme. Au contraire du fantastique, si des évènements surnaturels se produisent dans le cas du merveilleux, ils s'inscrivent naturellement dans la réalité et sans provoquer de perturbation. Le conte et son adaptation peuvent ainsi donner une vision réaliste du contexte historique, qui se traduit notamment par une représentation des classes sociales : le Prince s'interroge sur les souillons vivant dans la crasse, et la souillon en question empeste tant qu'elle provoque un évanouissement lors de la séance d'essayage de l'anneau. Cette même scène est une autre occasion d'apercevoir différentes sociétés se mêler et se hiérarchiser, et les gros plans de la caméra sur les mains, auxquelles on tente de passer la bague au doigt, tiennent de la même volonté de réalisme. L'accessoiriste avait d'ailleurs prévu plusieurs tailles de bague afin qu'elle ne convienne à aucune des prétendantes. Le film respecte également les décors qu'a posés le conte, puisqu'il en tire exactement l'image de l'« auge aux cochons » ou celle des valets pour qui la Princesse est « la butte ordinaire de tous leurs quolibets et de tous leurs bons mots ». La langue respecte également les inflexions du XVIIe siècle : la « couleur de temps » que réclame la Princesse pour sa robe correspond à l'idée que l'on avait du temps à l'époque de Perrault, à savoir un ciel clair mais légèrement chargé de nuages. La « maladie d'amour » que les médecins diagnostiquent au Prince ne tient pas plus de la fantaisie et est sérieusement répertoriée parmi les maladies existantes, et il arrive notamment que la malheureuse victime se voie prescrire un mariage pour y remédier. Enfin, la Fée elle-même doit se plier au jeu du réalisme : si elle décide de confier sa baguette magique à sa filleule, puisqu'il lui en reste encore une en son domaine, il lui faut pourtant l'utiliser une dernière fois pour être capable de disparaître. Le recours aux artifices semble d'ailleurs la rebuter : ce n'est qu'après avoir épuisé l'idée des robes apparemment impossibles à réaliser que la Fée se résout à concevoir un autre plan nécessitant l'usage de sa baguette magique. Mais ce rationalisme tient aussi d'une certaine naïveté, ce qu'illustrent les représentations au premier degré d'une vieille qui crache des crapauds « pour de vrai » ou encore des doigts que l'on mutile en cherchant à les amincir.

#### Fantaisies anachroniques
Les éléments qui distinguent l'adaptation de Demy des autres adaptations de contes de fée tiennent pour beaucoup à l'audace du réalisateur qui parsème le script de références postérieures à l'époque de Perrault, et placent le film dans une ligne atemporelle. Ces anachronismes témoignent également de la fusion du merveilleux et du réalisme.

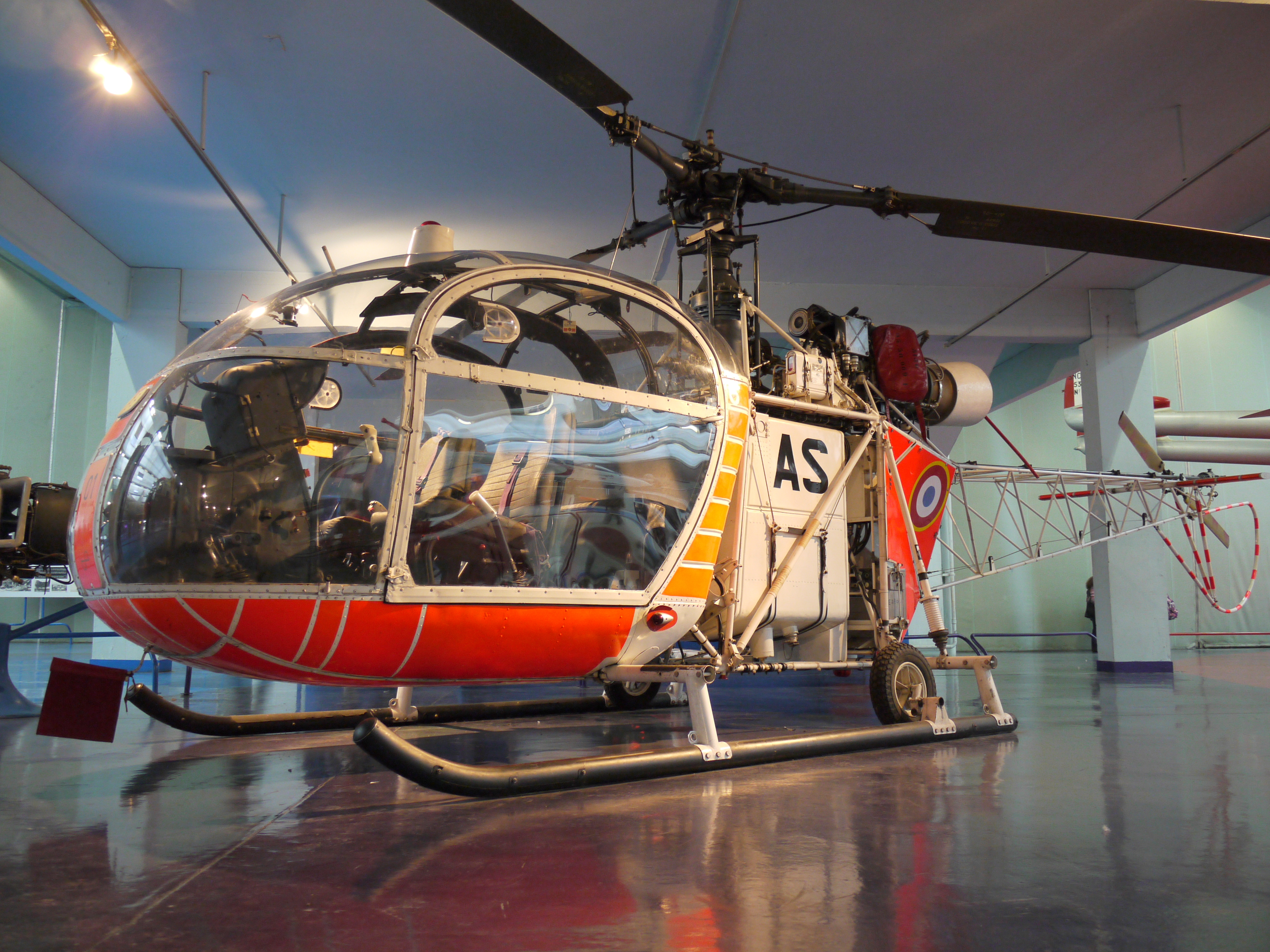
C'est un hélicoptère Alouette II immatriculé F-BRHP qui marque les esprits dans la scène finale en faisant irruption dans un contexte historique bien antérieur à son invention.

Ainsi le réalisateur et scénariste met-il, entre les mains du Roi bleu, des auteurs de la littérature française moderne. Celui-ci, avant de lire dans un recueil qui lui a été offert par la Fée des lilas certains de ces « poèmes des temps futurs », les présente à Peau d'Âne de la manière suivante : « Les anciens ont écrit de fort belles choses, évidemment, mais… les poètes de demain devraient vous exalter davantage. » Il lui lit d'abord des vers extraits du second volume de l'Ode à Picasso, de Jean Cocteau (1889-1963), qui évoquent les Muses de l'Antiquité utilisant des ustensiles de l'âge moderne (le « zinc », le « téléphone » ou des « becs de gaz »). Le deuxième poème lu est L'Amour, de Guillaume Apollinaire (1880-1918), extrait du Guetteur mélancolique. Mais la Princesse ne saisit pas l'amusement que son père tire de poèmes aussi incompréhensibles à l'époque du film, et est effarée de la déclaration d'amour qu'il lui fait alors, si bien qu'elle lui réplique pour mettre fin à cet épanchement anachronique : « La poésie vous égare, mon père. »
D'autres anachronismes, tous liés à la Fée des lilas, émaillent le film : celle-ci évoque ainsi des « piles » pour le téléphone dont elle dispose chez elle et adopte des accoutrements peu médiévaux, comme des chaussures à hauts talons ou une coiffure typique des années 1930 à Hollywood, comportements qui ne manquent pas de surprendre la Princesse. De même, lors du mariage qui clôt le film, c'est à bord d'un hélicoptère Alouette II immatriculé F-BRHP que le Roi bleu et la Fée des lilas arrivent au château du Roi rouge.
Une autre liberté que prend Demy est celle de faire mention dans le script de grandes figures de la Cour de France, se pressant toutes tour à tour devant le Prince lors de la séance d'essayage de la bague. Le ministre Thibaud organise l'ordre de passage des prétendantes par rang social, et c'est l'occasion d'entendre les noms de ces grandes dames, qui ont toutes un lien avec la littérature. La plupart sont contemporaines du temps où les contes de fées étaient à la mode, c'est-à-dire contemporaines de Charles Perrault (1628-1703) et du siècle de Louis XIV, surnommé le « Grand Siècle » pour la richesse de ses arts et de ses figures historiques. Le ministre appelle ainsi, :
- la princesse Pioche de La Vergne : c'est le nom de baptême de Madame de La Fayette (1634-1693), femme de lettres française célèbre pour ses romans La Princesse de Montpensier et La Princesse de Clèves ;
- la princesse de Monthion : le nom de cette fillette évoque Jean-Baptiste de Montyon (1733-1820), économiste français créateur du prix littéraire du même nom ;
- la duchesse Girard de Saint-Amand : son nom rappelle Marc-Antoine Girard de Saint-Amant (1594-1661), poète français ;
- la duchesse Antoinette du Ligier de la Garde : cette femme très âgée porte le nom de baptême d'Antoinette Des Houlières (1638-1694), poétesse française ;
- la comtesse Le Métel de Boisrobert : son nom évoque François Le Métel de Boisrobert (1592-1662), poète et dramaturge français ;
- la comtesse d'Escarbagnas : son homonyme est le personnage principal de la comédie-ballet La Comtesse d'Escarbagnas de Molière (1671) ;
- la marquise Marie de Rabutin-Chantal : c'est le nom de baptême de la marquise de Sévigné (1626-1696), aristocrate française célèbre pour sa correspondance épistolaire fournie ;
- la comtesse Le Bovier de Fontenelle : son nom évoque Bernard Le Bouyer de Fontenelle[n 18] (1657-1757), homme de lettres et de sciences français ;
- la baronne Mary Wortley Montagu : elle porte le nom de Mary Wortley Montagu (1689-1762), femme de lettres britannique notamment connue pour ses lettres sur la Turquie, où son mari était diplomate ;
- la baronne Vauquelin de la Fresnaye : son nom rappelle Jean Vauquelin de La Fresnaye (1536-1606), poète français notamment auteur d'un art poétique.

Les noms de « La Ségur », en référence à Sophie Rostopchine, comtesse de Ségur (1799-1874, romancière fameuse pour ses livres pour enfants), et de « La Clèves » (le personnage principal du roman de Madame de Lafayette, citée plus haut) sont également évoqués plus tôt dans le film par Godefroy, l'ami du Prince, qui l'avertit que ces dames ont cherché à le rencontrer.
Cette atemporalité ou abolition du temps, qui pour Demy évoque le fantastique, se retrouve également dans la musique, par laquelle Michel Legrand mêle Renaissance, jazz et dessins animés à la Disney, et dans les costumes, qui mêlent modes de Louis XV (pour la Princesse et la Reine bleue), d'Henri II (le Prince), du Moyen Âge (les valets) et toiles de Le Nain (les paysans).

#### Inscription dans le «Demy-monde»
Au-delà de la seule relecture d'un conte de fées, Peau d'Âne constitue un chaînon à part entière dans la filmographie de Jacques Demy et se voit relié à toutes les autres œuvres du cinéaste par des procédés extradiégétiques ou techniques. Le premier élément qui cimente le film à ce que Gérard Lefort a surnommé le « Demy-monde » tient dans les retrouvailles avec des acteurs bien connus de Demy : Catherine Deneuve apparaît dans son univers pour la troisième fois en une seule décennie, au point d'être considérée comme une muse et une amie proche du réalisateur, et Jacques Perrin a déjà joué sous sa direction dans les Demoiselles de Rochefort.
Des éléments de l'arc narratif rappellent, de plus, des passages d'autres films de Demy, comme l'épisode de la bague cachée sciemment par la Princesse dans le « cake d'amour », qui fait référence à la tradition des fèves dans la Galette des Rois, également au centre d'une scène entre les personnages de Geneviève (Catherine Deneuve) et de sa mère, Mme Émery (Anne Vernon), dans les Parapluies de Cherbourg. L'usage des chansons cimente aussi les films entre eux, à l'instar d'Amour, Amour, que les deux jeunes protagonistes partagent sans s'être déjà rencontrés et qui nous apprend qu'ils sont destinés l'un à l'autre, tout comme c'est le cas de Delphine et Maxence (Deneuve et Perrin) dans les Demoiselles.
La technique de transition qu'utilise parfois Demy pour passer d'une scène à une autre, la « fermeture à l'iris », a déjà été utilisée dans ses précédents films : elle marque la fin des Demoiselles lorsque le convoi traverse le pont transbordeur puis s'éloigne de la ville, et « ouvre » à l'inverse les films Lola et Les Parapluies. Dans Peau d'Âne, elle est employée à trois reprises, pour délimiter trois espaces qui tentent de s'appeler l'un vers l'autre :
- lorsque la jeune fille en fuite regarde dans le miroir ce qu'il advient du Roi bleu, qui ordonne à ses conseillers de la retrouver. L'iris se concentre sur le visage troublé de Jean Marais puis l'écran fond en bleu sans enchaînement ;
- lorsque Peau d'Âne, abandonnée à elle-même après avoir fait l'objet de moqueries, évoque le Prince qui doit la trouver. L'iris, après voir isolé son visage, disparaît alors dans un écran vert : la Princesse va compléter sa métamorphose et prendre l'initiative ;
- lorsque la Reine rouge demande des informations sur la jeune fille à qui son fils a demandé la confection d'un gâteau. L'écran devient rouge à l'exception de l'iris, qui se concentre sur le visage intrigué de Micheline Presle mais ne rétrécit pas pour disparaître, au contraire de la première fermeture à l'iris, comme si le château rouge parvenait à réussir là où le château bleu avait échoué. Cependant, par un fondu enchaîné, l'image cède le pas au carrosse qui se dirige vers la masure de Peau d'Âne ; ni le bleu, ni le rouge n'apparaissent ainsi être la couleur ultime dans laquelle se fondra le film[131].

### Parti pris visuel
Si le parti pris visuel du film est l'une des composantes qui lui a permis d'acquérir un statut culte, il ne fut pas toujours aussi éclatant et joyeux. Une première version du scénario consistait en effet pour Demy à peupler le royaume de Peau d'Âne de pendus, de squelettes et de pestiférés, pour élargir la féérie. Il les mettra finalement en scène dans son adaptation de conte suivante, Le Joueur de flûte.

#### Esthétique

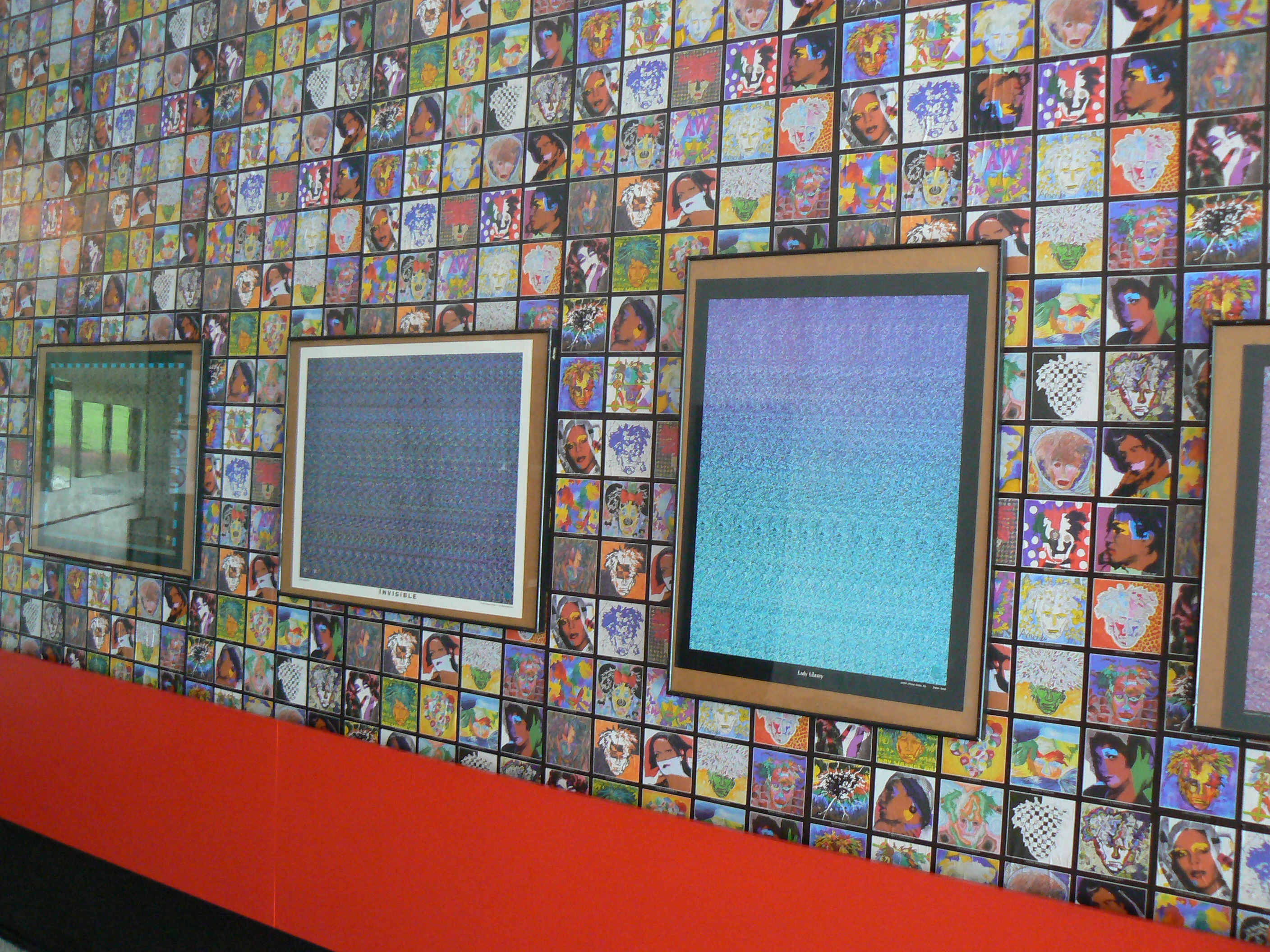
Le style d'Andy Warhol et le pop art en général ont profondément influencé Jacques Demy après son séjour aux États-Unis.

L'esthétique du film tient de la transgression. Par ses couleurs vives (habituelles à l'œuvre de Demy) et ses costumes démesurés, elle se nourrit des références psychédéliques du monde hippie, et notamment des mouvements pop art et peace and love exotiques pour l'Europe et que Jacques Demy avait découverts aux États-Unis où il venait de passer deux ans. Il garde aussi le souvenir des Renaissance fairs (fêtes médiévales) chères aux Américains, qui reconstituent les temps d'autrefois en respectant le folklore, les costumes, et où l'on croise des jeunes filles aux longs cheveux de princesse. Il emprunte des éléments aux films de Walt Disney Productions (en particulier à Blanche-Neige et les Sept Nains) et à Andy Warhol ainsi qu'à Gustave Doré et Leonor Fini. L'affiche dessinée par Jim Léon en est l'exemple.
Les couleurs, qui imprègnent bien plus d'éléments que les films traditionnels, des chevaux jusqu'à la peau des gardes, sont à rattacher au style vif et aux couleurs tranchées d'Andy Warhol. La symbolique en est également riche : le bleu du château d'où provient Peau d'Âne rappelle, en plus du conte de Barbe bleue et du danger qu'il représente pour la gent féminine, le « sang bleu », c'est-à-dire le sang de la nobilité qui régnait dans les temps féodaux, ainsi que la consanguinité, qui peut exister dans les familles nobles et que ne renie pas le Roi bleu lorsqu'il propose à sa fille de l'épouser. C'est un royaume clos sur lui-même et endogame, à l'image de son château tourné vers la cour intérieure. Le rouge du royaume où Peau d'Âne se réfugie évoque au contraire une dimension révolutionnaire : c'est là que la jeune Princesse peut échapper à la volonté de son géniteur et de son roi, et là que le Prince daigne quitter sa réserve pour s'enquérir d'elle bien qu'elle ne soit plus princesse, mais souillon, et s'indigne de sa condition dans une réplique aux tendances socialisantes. Se référant aux travaux de M. Pastoureaux et de G. Romey, Pierre Sultan, psychanalyste, identifie le bleu comme évoquant la froideur, le vide, alors que le rouge renvoie à la vie, le sang, la passion. Il remarque dans son ouvrage sur les contes que la princesse apparaitra d'ailleurs en bleu pour la première fois, lorsque son père aura posé un regard de désir sur sa fille, la plaçant alors dans la catégorie des nombreux "objets" dont il est le propriétaire (valets, chevaux, etc.). Avant de pouvoir trouver refuge dans l'autre royaume (celui du prince) dominé par le rouge, "elle tentera, avec l’aide de sa marraine la Fée des Lilas (autre couleur), d’opposer à cette contamination par le bleu, des couleurs de substitution, les couleurs du temps, de la lune et du soleil."
Le blanc de l'innocence et de l'harmonie, qui sacre la résolution de tous les conflits, nimbe tous les personnages à la fin : la Princesse et le Prince, unis dans le mariage, le Roi rouge et la Reine rouge, qui se réjouissent de voir leur fils guéri, et le Roi bleu et la Fée des lilas, nouvellement fiancés et au sujet desquels on devine que la tension amoureuse a été résolue. Le violet, associé à la fée des Lilas, obtenu en mélangeant le bleu et le rouge, agit comme tampon entre les deux royaumes : la fée est celle qui permet à l'inceste de ne pas avoir lieu, dans un premier temps en venant en aide à la princesse car elle lui permet de s'enfuir, puis en calmant les ardeurs du roi en l'épousant. Le blanc, qui est le résultat de l'addition de toutes les couleurs du prisme, est ainsi également la couleur de transition et d'unification qui fait le lien entre les personnages, à l'image du carrosse argenté tiré par des chevaux blancs et rempli de plumes, qui mène la Princesse du royaume bleu au royaume rouge,,. Dans les films de Demy plus particulièrement, le blanc est aussi la couleur de l'amour sublimé, de l'idéal poursuivi et du rêve.
La distinction entre les deux royaumes se poursuit dans les décors. Le château du Roi bleu apparaît comme une forteresse féodale imposante, tournée exclusivement vers la cour intérieure où la Princesse fait de la musique, tandis que celui du Prince paraît plus ouvert - le mariage prenant place à l'extérieur - et plus symétrique. Le domaine du Roi bleu est envahi par le végétal et l'animal, qu'il s'agisse des murs couverts de lierre, des statues vivantes ou du trône que constitue un gros chat blanc ; cette même atmosphère désordonnée baigne la clairière de la Fée des lilas, envahie de fragments de pierre qui cohabitent avec une végétation omniprésente. Au contraire, le château rouge est plutôt celui de l'ordre, de la soumission à l'homme et à son industrie, et du minéral : la pierre du château est nue et s'offre peu aux décorations, à l'exception de tableaux psychédéliques, similaires à ceux du château bleu, qui associent ainsi les deux royaume et peuvent annoncer plastiquement leur union finale,.

#### L'influence de Jean Cocteau

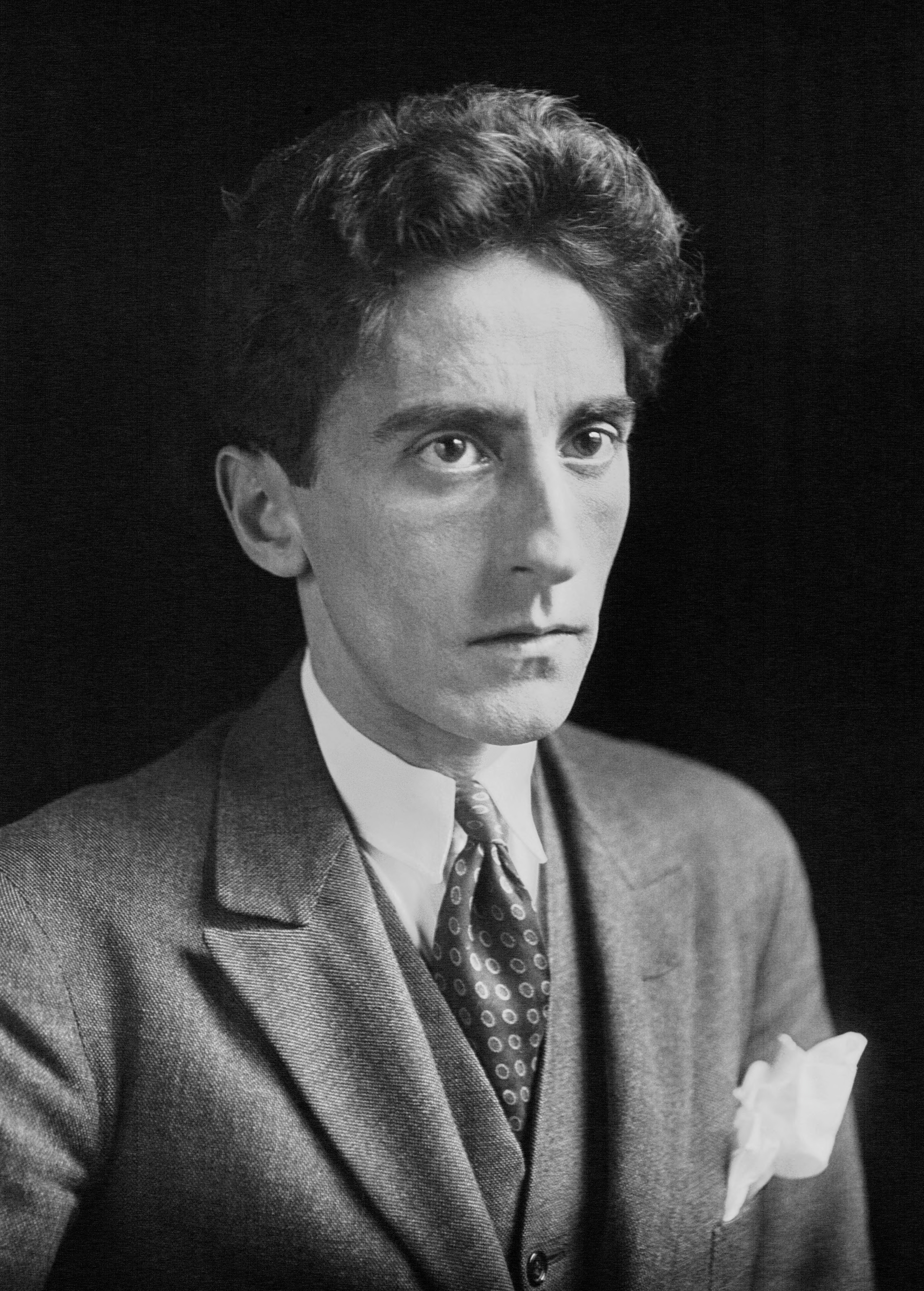
L'influence de Jean Cocteau (ici en 1923) est très présente dans les choix de réalisation de Jacques Demy.

Demy est profondément influencé par l'univers du cinéma de Cocteau, notamment par son adaptation du conte La Belle et la Bête, sorti en 1946,.
Tous deux se connaissaient depuis 1957. Le tournage de SOS Noronha, où Demy était assistant, a permis au jeune cinéaste de parler à Jean Marais de son désir de rencontrer le poète et, sur ses conseils, il parvient à approcher l'artiste qui a l'habitude de « recevoir » et se montre « très gentil ». Par la suite, le rapprochement entre les deux artistes et l'influence de Cocteau sur Demy seront souvent reconnus par les critiques,. Durant la préparation du film, Demy visionne de nombreuses fois la Belle et la Bête avec le directeur artistique Agostino Pace.
Le choix de Jean Marais pour le rôle du Roi bleu, lui qui incarnait la Bête chez Cocteau, est d'ailleurs lié à cette référence. Les deux rôles tenus par l'acteur présentent des similitudes vestimentaires, avec des manteaux aux manches bouffantes,, et incarnent l'objet du désir transgressif de l'héroïne : chez Cocteau, Belle ne voit la bête se transformer en homme qu'à regret, et chez Demy la Princesse présente une moue de désappointement en apprenant que son père a des projets de remariage avec la Fée. Sur le plan esthétique, la végétation qui envahit l'intérieur du château du Roi bleu n'est pas anodine ; de même, les statues animées dont le regard suit les protagonistes ainsi que les gardes immobiles et comme fondus dans les murs, tels des cariatides, rappellent dans la Belle et la Bête les objets vivants à apparence humanoïde. La chambre de la Princesse ressemble également à celle de Belle dans le château de la Bête, et l'idée des bougies qui s'allument toutes seules est empruntée à Cocteau, tout comme les portes qui s'ouvrent toutes seules. Le miroir magique dont se sert Peau d'Âne pour espionner la réaction de son père rappelle aussi celui de la Belle, et la réplique de la marraine : « Les Fées ont toujours raison » fait écho à celle de Cocteau : « Les Faits ont toujours raison ». La course de peau d'âne reste aussi un hommage au cinéaste: une fois habillée de la peau de bête la princesse, désormais nommée peau d'âne, s’enfuit de chez son père en courant, dans une scène filmée au ralenti qui rappelle la scène de l’arrivée de la jeune Belle au château de la Bête[réf. souhaitée]. Ailleurs, le plan qui montre au spectateur le Prince s'approchant de face de la masure de Peau d'Âne et se heurtant à une paroi invisible est très similaire au plan extrait du film Orphée (1950) dans lequel le poète, également joué par Jean Marais, se trouve incapable de traverser un miroir magique ; ce même film partage avec Peau d'Âne le motif du reflet de soi dans une mare, saisi par Jean Marais chez Cocteau et par Catherine Deneuve chez Demy. Toujours dans la forêt, la rose que le Prince rencontre sur son chemin peut certes évoquer la Rose du Petit Prince, qui engage un dialogue philosophique avec le petit garçon tout comme procède celle de Demy avec le jeune homme, mais surtout rappeler la main du film Le Sang d'un poète (1930), qui elle aussi est dotée d'une bouche par laquelle elle peut s'exprimer. Enfin, l'hélicoptère nuptial de la Fée des lilas paraît faire écho dans le domaine anachronique aux motos funèbres qui ferment le film Orphée.

### Personnages principaux

#### La Princesse (Catherine Deneuve)

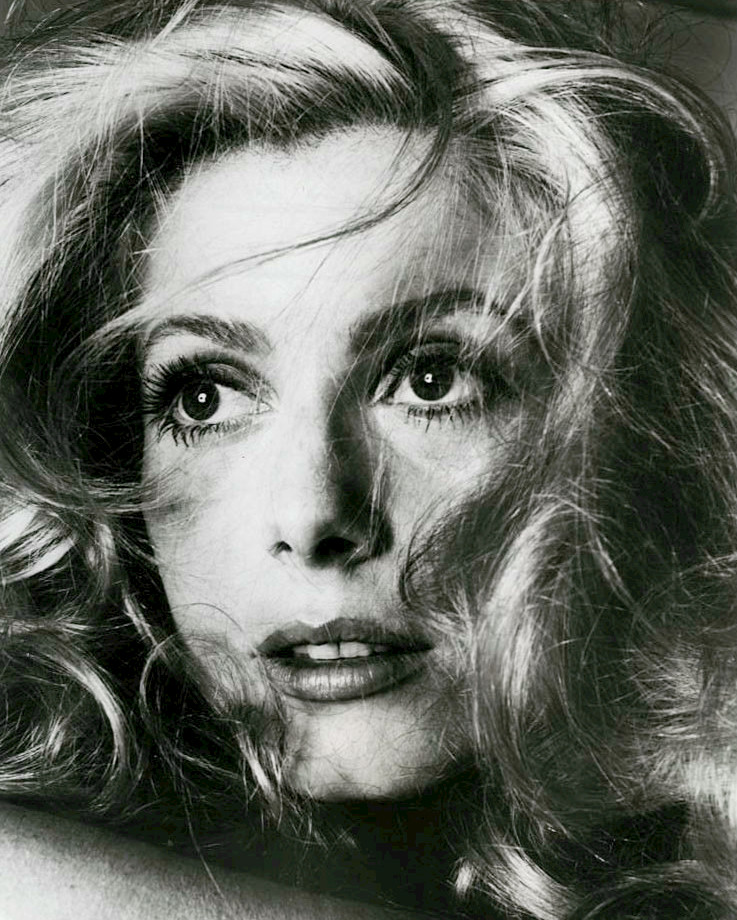
Catherine Deneuve (ici en 1969) interprète la princesse.

Fille du Roi bleu et désormais orpheline de mère, la Princesse est la seule à correspondre aux critères que respecte son père pour trouver une nouvelle épouse. Elle est ainsi la cible de son projet d'inceste, et Jacques Demy la présente comme un « personnage de victime ». La présence récurrente de colombes à son entour, dans la cour du château ou dans sa chambre, exalte son innocence et sa pureté face à l'immoralité du projet de son père.
Mais, par une mise en abyme des principes des contes de fée, Peau d'Âne décide de ne pas attendre le secours d'un prince charmant et choisit de prendre sa destinée en main : « Si un prince charmant ne vient pas m'enlever, je fais ici serment que j'irai le trouver moi-même. » Ce n'est d'ailleurs que lors de son départ du château qu'elle obtient enfin un véritable nom, « Peau d'Âne », elle qui auparavant n'était désignée que par son titre et son lien avec son père. Elle fait preuve d'une force d'esprit inhabituelle aux princesses des contes de fées, notamment lorsqu'elle oppose à sa marraine sa volonté réelle d'épouser son père ou lorsqu'elle poursuit le Prince de ses avances, en l'éblouissant d'un éclat lumineux par son miroir ou avec la ruse de l'anneau dans le cake,. Et au contraire d'une princesse qui serait éveillée par la venue de son prince charmant, c'est bien la Princesse qui tend la main au Prince et le libère de son enveloppe charnelle avant de l'emporter en songe.

#### La Fée des lilas (Delphine Seyrig)

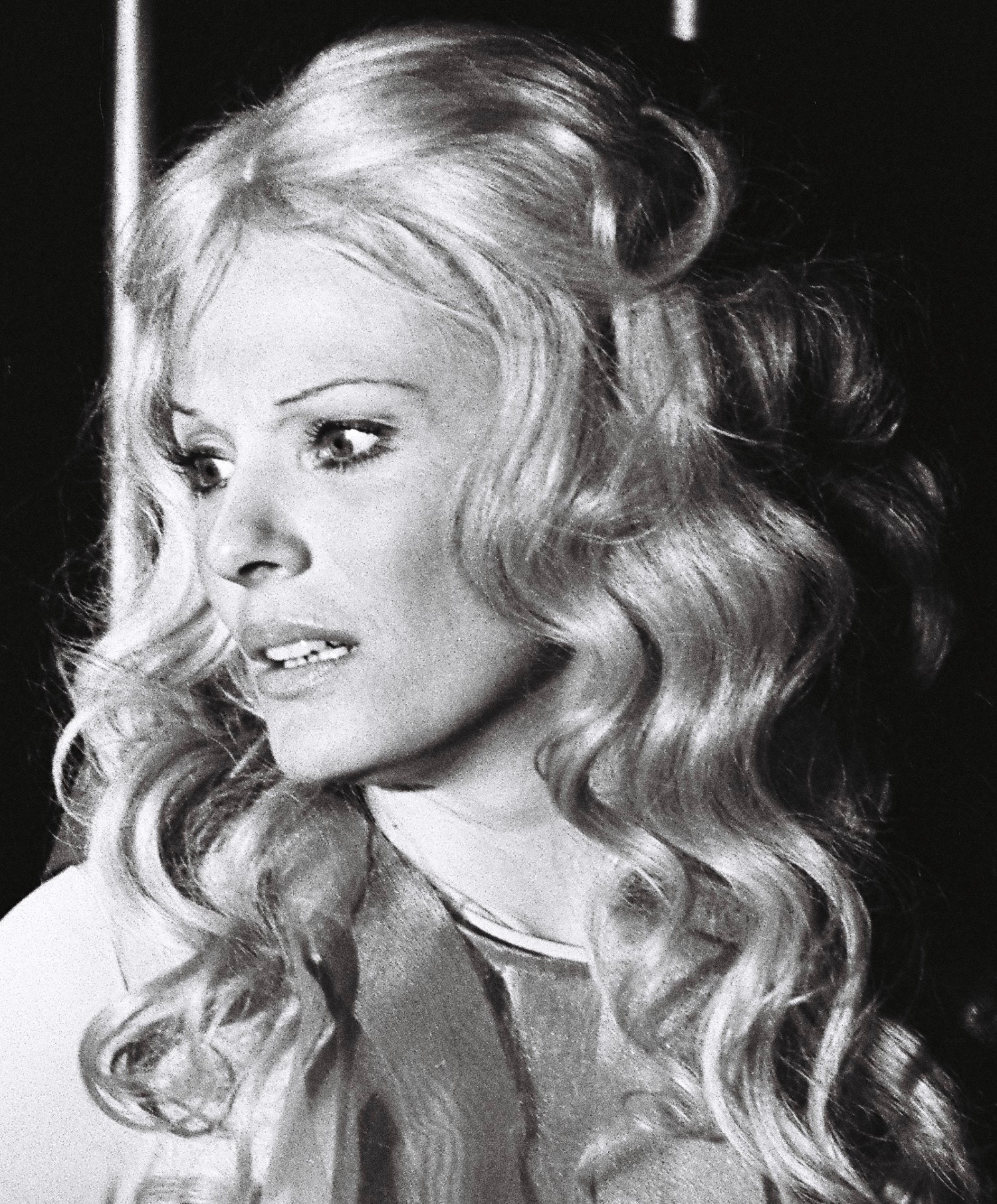
Delphine Seyrig (ici en 1969) interprète la Fée des lilas.

Marraine de la Princesse, c'est elle qui lui souffle des subterfuges pour échapper à l'inceste. Au contraire du stéréotype de la fée marraine, qui est souvent la plus haute instance morale dans un conte, la Fée des lilas a beau distiller des bons conseils, elle n'est pas exempte d'arrière-pensées et n'agit que pour parvenir à ses propres fins : on apprend à la fin du film qu'elle va épouser elle-même le roi, et que ses stratagèmes visaient donc à éloigner une rivale de l'homme désiré et à assouvir une revanche personnelle,, d'autant plus cruelle qu'elle l'a fait traîner en longueur sur plusieurs épreuves, le sacrifice de l'âne banquier en étant le point culminant. Elle constitue de fait le personnage le plus subversif du film, surtout par rapport à son équivalent dans le conte : ici, c'est elle qui introduit les anachronismes. En plus de ceux présents dans sa vie quotidienne comme le téléphone ou l'usage du concept de « piles », c'est elle qui donne le recueil de « poèmes des temps futurs » au Roi bleu ; elle se rend au mariage en hélicoptère ; et elle porte une coiffure à la Jean Harlow du style des années 1930, bien éloignée des perruques Louis XV des fées plus classiques, et elle trahit le modèle de moralité qu'elle est supposée incarner.
Elle semble en fait mêler les caractéristiques de plusieurs femmes merveilleuses : à la fois fée marraine et prophétesse, puisque le Roi bleu loue sa « connaissance du futur », la Fée est un personnage en dehors du temps, peut-être perdue entre passé et futur, en tout cas dépendante de la foi que les hommes ont en elle,. Sa couleur lilas, c'est-à-dire violette, représente également les « forces occultes » et les « mystères de la connaissance ». Sa vivacité et surtout sa coquetterie semblent en partie héritées de l'adaptation du conte en vaudeville dans les années 1860-1870 : dans les deux œuvres, la Fée se plaint d'être surprise par sa filleule alors qu'elle n'a pas encore achevé sa toilette, puis lui conseille d'éviter les larmes pour préserver sa beauté. Jacques Demy avait d'abord envisagé de proposer le rôle à Anouk Aimée, qu'il avait déjà dirigée dans Lola quelques années plus tôt, mais le rôle échoit finalement à Delphine Seyrig, dont Demy reconnaît « tout le talent » en jouant « une fée très humaine, assez égoïste et enquiquineuse », « à la fois baroque et extraordinaire ». L'actrice est d'ailleurs une figure importante de l'émancipation féminine en France et paraît de la sorte faire écho au personnage de la Fée, très indépendante et en avance sur son temps.

#### Le Roi bleu (Jean Marais)

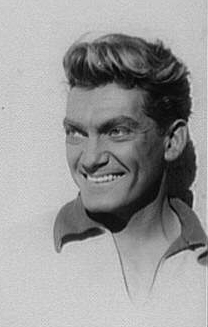
Jean Marais (ici en 1949) interprète le Roi bleu.

À peine son veuvage entamé, le Roi bleu doit trouver une nouvelle épouse pour assurer un héritier au royaume. Ignorant l'intérêt que lui porte la Fée des lilas, il se rend compte que la seule femme du royaume qui réponde aux critères de sa défunte épouse n'est autre que sa propre fille. Généreux et résolu, il ne lui refuse aucun cadeau, même lorsqu'elle lui demande la peau de l'âne qui rend son pays si prospère. Lui-même paraît profiter du complexe d'Électre de sa fille : jusqu'à ce que la Princesse reçoive les conseils de sa marraine, elle ne semble pas opposée à l'idée d'un mariage, et lors de leurs retrouvailles à la fin du film, la nouvelle que son père prévoit d'épouser la Fée paraît provoquer chez la jeune fille une moue de déception,.
À la différence du roi du conte, dont il est cyniquement dit qu'il pleure sa femme « comme un homme pressé qui veut sortir d'affaire », son homologue chez Demy est un amoureux passionné qui bannit tout d'abord sa fille de sa vue afin que rien ne lui rappelle le souvenir de la défunte reine. Il est en réalité le seul à incarner, parmi les personnages, un désir physique de possession (au contraire du couple naïf que la Princesse va former avec le Prince), ce que manifestera un dernier regard lubrique lors des retrouvailles avec sa fille.

#### Le Prince (Jacques Perrin)

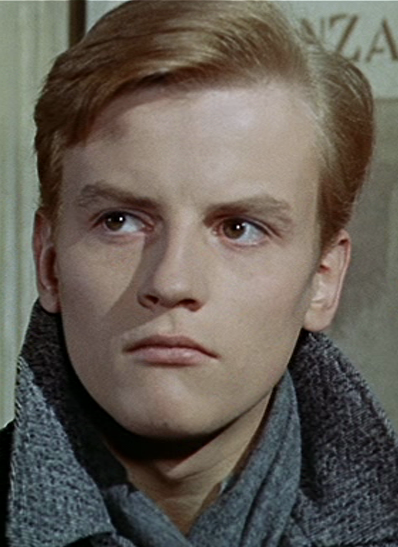
Jacques Perrin (ici en 1962) interprète le Prince.

Prince d'un royaume voisin à celui du château bleu, le Prince cherche l'amour véritable. Cette quête apparaît pourtant à plusieurs égards comme un caprice d'enfant : il feint une maladie que les médecins ne parviennent pas à soigner afin de pouvoir rester au lit en permanence et rêver à la Princesse qu'il a furtivement aperçue dans les bois. Il n'hésite pas à user de la bonne volonté de ses parents, prêts à tout pour rétablir sa santé inquiétante, en exigeant que Peau d'Âne lui cuisine un cake et que soit organisée une séance d'essayage de la bague pour toutes les jeunes filles du royaume, y compris les domestiques au travail, alors même qu'il sait déjà que le bijou ne peut appartenir qu'à Peau d'Âne. Là est d'ailleurs le paradoxe : c'est en imposant par caprice la cérémonie de l'essayage, qui semble profondément ennuyer ses parents, que le Prince pourra faire reconnaître officiellement la Princesse et ainsi ne pas être taxé de caprice.
La rêverie qu'il partage avec la Princesse est d'ailleurs de l'ordre du rêve enfantin : alors même qu'ils sont émancipés de toute surveillance des adultes et de toute responsabilité liée à leur rang dans leur royaume respectif, les deux jeunes gens choisissent de poursuivre leurs jeux d'enfants, en roulant dans l'herbe ou en se gavant de pâtisseries. Jacques Demy a d'ailleurs fait supprimer certaines répliques au sous-entendu érotique, initialement prévues dans les paroles de la chanson Rêves secrets d'un prince et d'une princesse, qui donnaient aux rêves des deux jeunes gens une dimension plus adulte : « Nous ferons ce qui est interdit/ Jusqu'à la fatigue, jusqu'à l'ennui ».

### Thèmes
Selon sa fille Rosalie Varda, Demy tient « juste [à] réaliser un film dérangeant contre l'ordre établi et l'éducation judéo-chrétienne ».

« Je voulais avoir d'un côté le sujet enfantin, merveilleux, qui plairait aux gosses et la vision adulte d'un récit complètement pervers devant lequel le public se mettra ou non des œillères selon son degré de puritanisme. Le scénario est truffé de pièges. C'est l'histoire d'une libération. Au début du voyage, il y a les fantasmes, puis le passage dans l'autre monde provoque une série de déblocages avec la scène du rêve, puis celle de l'essayage de l'anneau... »

— Jacques Demy, 1971, Image et Son,,
Mais le réalisateur se réclame avant tout d'un « conte de fées réaliste », qui comporterait des personnages aux réactions crédibles pour que le merveilleux intervenant dans ce contexte soit plus étonnant.
La critique américaine Anne E. Duggan, qui a écrit un ouvrage sur la dimension du genre dans l'œuvre de Demy, voit également dans Peau d'Âne une volonté de défier aussi bien les canons esthétiques que les normes hétérosexuelles, illustrée notoirement par le thème de l'inceste.

#### Amours troubles

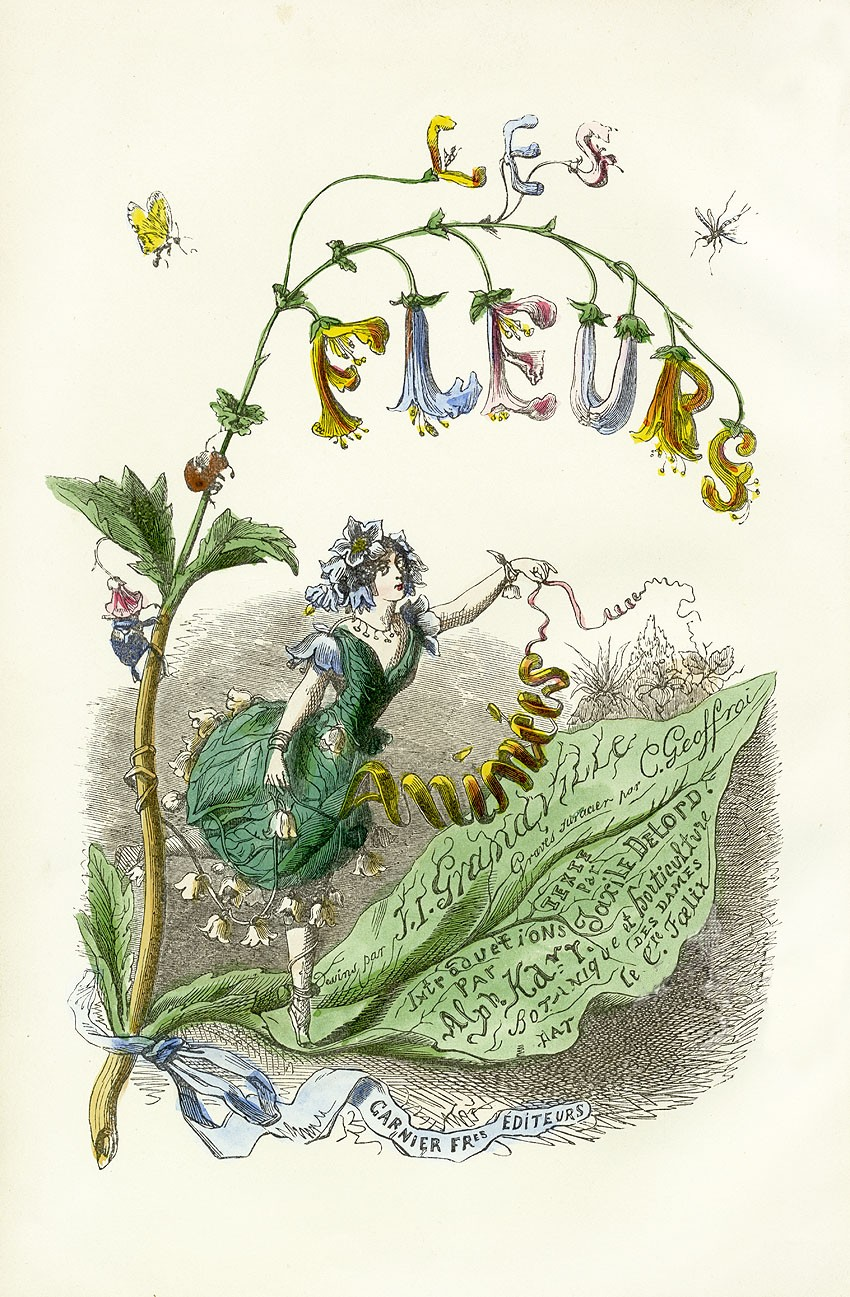
Les Fleurs animées de Grandville préfigurent le monde poétique et végétal de Peau d'Âne, dont la rose est un exemple.

Le thème de l'inceste, qui fait l'originalité du conte de Perrault, est préservé dans la relecture plus moderne de Demy, qui reconnaît son aspect « obscène, presque pornographique », ce pourquoi « le sujet est formidablement intéressant ». Mais au contraire du conte, si ici le Roi prend, seul, la décision d'épouser sa fille, celle-ci n'y répugne pas et oppose aux arguments de sa marraine son propre amour pour son père, poussant ainsi certains critiques à évoquer le complexe d'Électre au sujet de l'attirance d'une fille pour son père. Demy lui-même, sans pousser l'exégèse, peut faire allusion à la thèse du psychanalyste Carl Jung lorsqu'il place des idées identiques dans la bouche d'un personnage. Anne E. Duggan voit dans ce personnage une distanciation des princesses des contes de fées classiques, qui n'existent que par rapport à leur prince et font preuve de passivité ; contrairement à ces dernières, la Peau d'Âne de Demy n'hésite pas à faire valoir ses sentiments pour son père et semble manipuler magiquement le Prince pour l'apercevoir d'un angle avantageux, lors de la scène de la masure. Le Prince est d'abord bloqué par un mur invisible puis n'a d'autre choix que de grimper vers une lucarne, ce qui permet à la Princesse de contrôler la façon dont elle lui apparaît et de l'observer à son aise avec son miroir. Elle se montre ainsi active dans la poursuite du Prince, l'éblouissant d'un éclat lumineux et glissant délibérément sa bague dans le cake (ruse néanmoins déjà présente dans le conte). Elle est en position de force par rapport aux héroïnes classiques et apparaît comme une figure de la transgression des règles du genre. L'inceste même n'apparaît pas condamnable : les deux personnages concernés sont favorables au mariage et, si la Fée des lilas décourage sa filleule, c'est au nom de « questions de culture et de législature », non pas au nom de la décence. L'amour n'est pas vraiment distinct de la dépravation, estime la critique Amy Herzog, en particulier au sujet de la scène durant laquelle la Princesse chante Amour, Amour tandis que son père la contemple d'une fenêtre du château : la reprise risible du refrain par le perroquet et les paroles qui scellent l'amour comme une expression de la folie (« L'amour fait souvent grand tapage/ Au plus bel âge/ Il crie, il déchire, et il ment/ Pauvre serment ») concourent à cette analyse.
Le Prince, quant à lui, est à la recherche du grand amour et se voit guider par une rose sensuelle aux lèvres charnues et érotisées (personnifiée à l'image des femmes-fleurs de Grandville) qui lui indique le chemin pour trouver la Princesse. Pourtant, les interactions entre la Princesse et le Prince eux-mêmes sont peu romantiques et semblent davantage relever d'un amour fraternel, en partie incestueux ; et à la fin de l'histoire, au contraire de Perrault qui laisse les deux personnages se réjouir seuls du mariage de la Princesse, Jacques Demy fait du Roi bleu et de la Fée des lilas des amants. Les paroles ambigües de la Fée, au moment où elle conseille à sa filleule de fuir le Roi, prennent alors tout leur sens : sa motivation à aider sa filleule tenait aussi et surtout d'un empressement à éloigner une rivale prétendant aux affections du Roi, et la Fée apparaît alors pourvue d'immoralité, déjouant le stéréotype établi dans les contes. La moue qu'adopte la Princesse à la nouvelle de ces fiançailles paraît alors exprimer sa déception face à la perte du véritable homme aimé, déception identique à d'autres dans les films de Demy (tels Lola ou les Parapluies de Cherbourg) : selon Anne E. Duggan, avec ce mariage contracté par pures considérations sociales envers un homme ayant une bonne situation, la fin de l'histoire ne satisfait pas nécessairement les désirs non conventionnels de l'héroïne. La sempiternelle ritournelle propre aux contes de fées, qui assure bonheur et stabilité au couple de héros, est ainsi remise en question. Les passions intimes sont refoulées : « tout n'est que rapports de force », estime Jean Douchet dans les Cahiers du cinéma, entre la brutalité du désir du Roi bleu, les manigances de la Fée marraine, la société moqueuse de la ferme, les caprices du Prince qui obtient ce qu'il veut, et la Peau d'Âne-souillon qui commande à la Peau d'Âne-princesse lors de la scène du cake. Le laid est transfiguré et le beau promulgué au nom de « l'amour de l'amour ».

#### Vérité et apparences

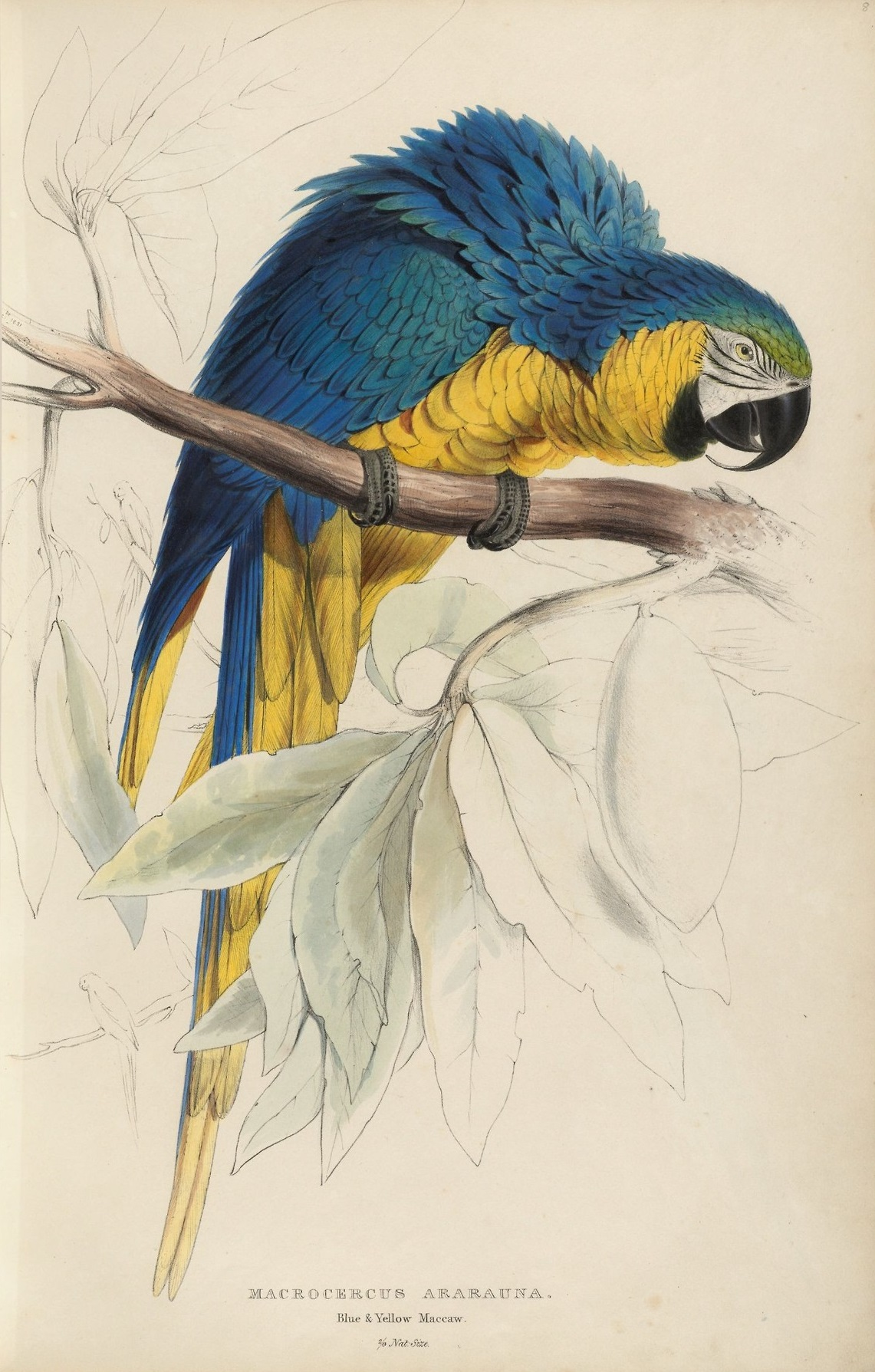
L'ara bleu de la Princesse reprend après elle les paroles : Amour, amour, je t'aime tant.

Le miroir, instrument du reflet et du doute, est un motif qui revient à plusieurs reprises tout au long du film comme pour interroger l'exactitude des personnages. La sincérité des sentiments est en effet un thème central de l'œuvre : Peau d'Âne se demande si son attachement pour son père est suffisant pour l'épouser, le Prince se désespère de ne pas trouver le véritable amour, la Fée masque derrière son souci de protection de sa filleule une passion jalouse pour le Roi bleu, et ces recherches de la vérité se heurtent au parti pris de Demy, qui joue avec la fausseté assumée des décors et des anachronismes. Le perroquet lui-même, qui reprend les refrains de la chanson Amour, Amour, risquerait de déformer la réalité par effet de psittacisme, et la constante confrontation entre le merveilleux et l'anachronique ne contribue pas à la compréhension. Le miroir, célébration de frivolité et de superficialité par laquelle on vérifie son apparence, apparaît notamment lorsque la Princesse rend visite à sa marraine, qui la réprimande pour l'interrompre dans sa toilette avant même qu'elle ne soit présentable. La subséquente crise de larmes de la Princesse élicite chez la Fée un comportement qui illustre encore davantage sa coquetterie : après lui avoir déconseillé de pleurer, les larmes étant selon elle néfastes pour la beauté du visage, elle finit sa toilette par quelques essais de robes dont elle fait varier la couleur. Mais Demy semble valoriser cet aspect du personnage, qui accorde ainsi davantage d'importance aux apparences qu'à la question morale de l'inceste. Le miroir se fait encore voir lorsque la Princesse obtient les trois robes qu'elle a demandées comme défis auprès de son futur époux : elle se regarde elle-même et se fait regarder par les tailleurs. Il en est de même lorsqu'elle revêt la peau de l'âne : c'est un miroir qui lui sert à déplorer sa transformation. Un miroir apparaît encore pour lui permettre de se coiffer les cheveux ; puis plus tard, à l'instar de Narcisse, la jeune fille aperçoit dans la forêt son reflet dans une mare. Cette dernière scène a d'ailleurs été tournée avec une glace : pour rendre hommage à une gravure particulière de Gustave Doré, une pièce d'eau a été créée de toutes pièces à l'aide d'un miroir recouvert d'eau teintée.

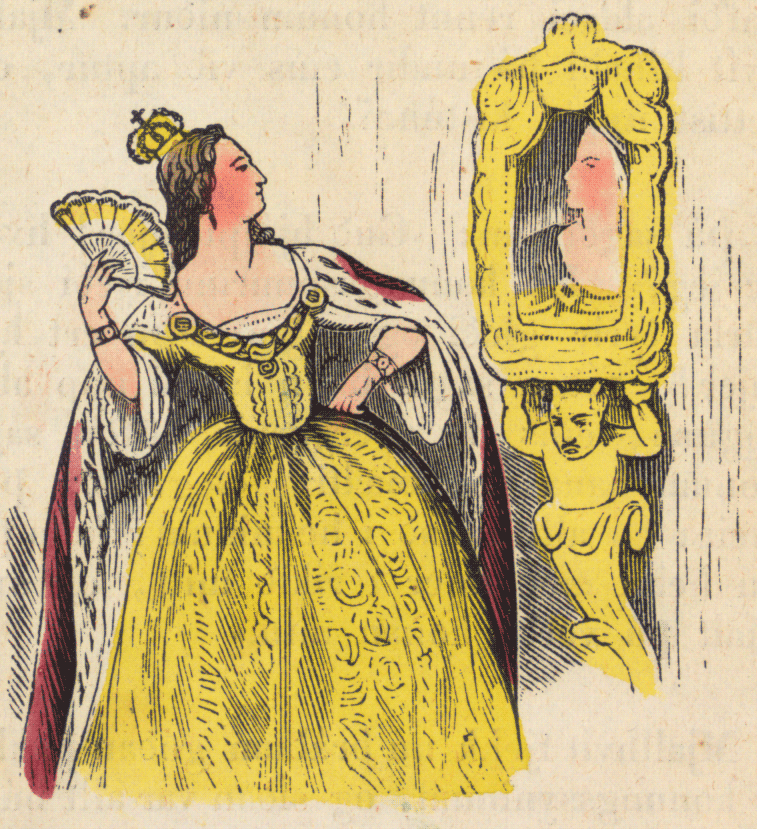
Cette illustration de la marâtre de Blanche-Neige n'est pas sans rappeler la coquetterie de la Fée des lilas.

Mais, s'il sert de moyen de glorification, le miroir est aussi le support de la désillusion, illustrant la différence entre la jeunesse virginale de la Princesse et l'âge plus avancé de sa marraine à la manière du miroir de Blanche-Neige, qui annonce à la reine maléfique qu'elle a été surpassée en beauté. Il tend ainsi à renvoyer davantage le reflet de la jeune fille que celui de la Fée des lilas : lors de la première apparition de celle-ci, c'est Peau d'Âne qui remplit le cadre du miroir, et il en va de même lorsque la Fée mentionne le déclin de ses charmes, qu'elle compare à des batteries usées. La ressemblance entre la Fée et la belle-mère maléfique de l'adaptation par Disney est accentuée par d'autres similitudes comme la composition chromatique de l'image et la collerette de la robe. Un col identique apparaît par ailleurs à la fin du film sur la tenue de mariée de la Princesse, cette fois-ci, comme pour signifier qu'avec son choix de mariage conventionnel, ayant refusé de céder à la tentation de l'inceste, l'héroïne s'expose au risque de se voir par la suite défiée en beauté par de plus jeunes rivales. D'autre part, le miroir magique dans lequel apparaît brièvement le Roi bleu lorsque sa fille l'épie constitue la seule apparition du personnage entre le moment où elle le quitte et celui où il la rejoint pour les noces finales. Une telle disparition et cette mise hors-fiction pourraient être à imputer aux exigences de la Princesse, qui a initialement réclamé la peau de l'âne, soit l'équivalent métaphorique de la puissance du roi, et l'a ainsi sacrifié comme en réponse à l'inceste.
Le miroir est enfin un moyen de communication équivoque, qui met en relations des univers pour qui sait comment y regarder. C'est dans celui de la Princesse que la Fée apparaît pour la première fois à l'intérieur du château, ayant quitté son repaire forestier. C'est d'un autre miroir dont l'héroïne se sert, depuis sa cabane, pour observer la réaction de son père une fois qu'elle a fui le château. La rencontre avec le Prince a aussi lieu par miroirs interposés, chacun n'apercevant l'autre que par son reflet, lui dans le grand miroir grâce auquel elle fait sa toilette, et elle dans le petit qu'elle utilise plus discrètement. Mais le jeune homme paraît aveuglé par cette image de la Princesse dans sa robe du soleil, si bien qu'il ne lui reste qu'à détourner les yeux et s'enfuir. Il ne paraît pas encore prêt à la rencontrer. La fin du film semble néanmoins proposer une résolution positive sur le plan des sentiments : lorsque l'héroïne retire sa peau puis marche avec le Prince vers le trône, face à la caméra, la scène suivante les observe de dos s'éloignant vers leurs témoins, comme s'ils avaient enfin franchi le miroir et achevé leur métamorphose.

#### La princesse et la souillon

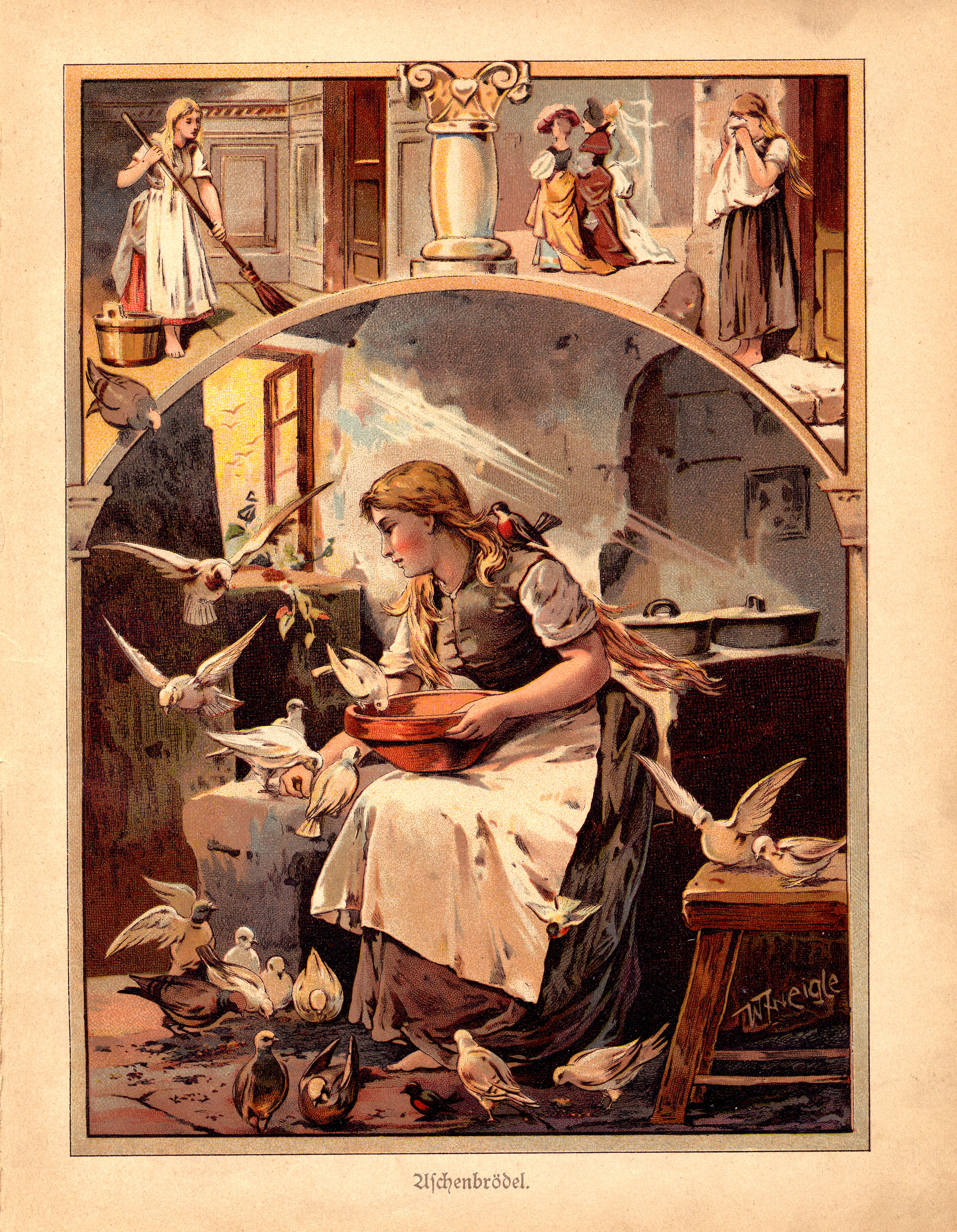
La souillon, personnage récurrent des contes de fées (ici dans Cendrillon).

Deux types d'apparences priment dans le film : le noble et le vulgaire, ou le beau et le laid. Dès le début du conte, le vulgaire se mêle au noble : c'est grâce à l'âne qui pond de l'or que le Roi bleu est prospère en son royaume, un miracle qui a des relents de scatophilie. Et si la richesse du royaume bleu et du royaume rouge est bien transmise par l'opulence des décors et des costumes, Peau d'Âne la souillon fréquente un monde de laideur, obéissant à une femme qui crache des crapauds et chargée des auges des cochons. Ce sont d'ailleurs des blanchisseuses qui sont les premières à se moquer de l'apparence de la jeune fille. Et pourtant, le monde ne semble exister que pour le beau : les déjections de l'âne sont valorisées pour ce qu'elles représentent aux yeux du roi, la robe « couleur de temps » demandée sans davantage de précision est confectionnée de sorte à représenter le « beau temps », et la première action de Peau d'Âne en entrant dans son nouveau logis est de faire le ménage.
Cette dualité est à son paroxysme pendant la scène dite « du cake d'amour », lorsque la caméra présente aux fourneaux une héroïne dédoublée, à la fois princesse en tenue de soleil et souillon parée d'une Peau d'Âne, mélangeant l'or de sa robe à la crasse de la dépouille animale. C'est en fait le lieu même de la masure qui incarne la liminarité, où se côtoient indifféremment le propre et le sale, à travers les objets que l'héroïne a fait apparaître avec sa baguette magique. Cette domestication du taudis reflète, selon la chercheuse Kristen Ross, un comportement social propre à l'époque des Trente Glorieuses en France et que Walt Disney avait par ailleurs incorporé dans sa version de Blanche-Neige, dont Jacques Demy dit qu'elle lui venait à l'esprit à chaque fois qu'il pensait à la conception de cette scène. L'héroïne de Disney est ainsi une domestique en haillons qui cherche à marier la bonne gestion de son foyer et le maintien de son noyau familial, constitué par les sept nains. Demy paraît dans cette perspective proposer une relecture comique voire parodique de cette scène, magnifiant le fossé entre la Princesse vêtue d'une robe splendide mais peu pratique et son double drapé d'une peau de bête.

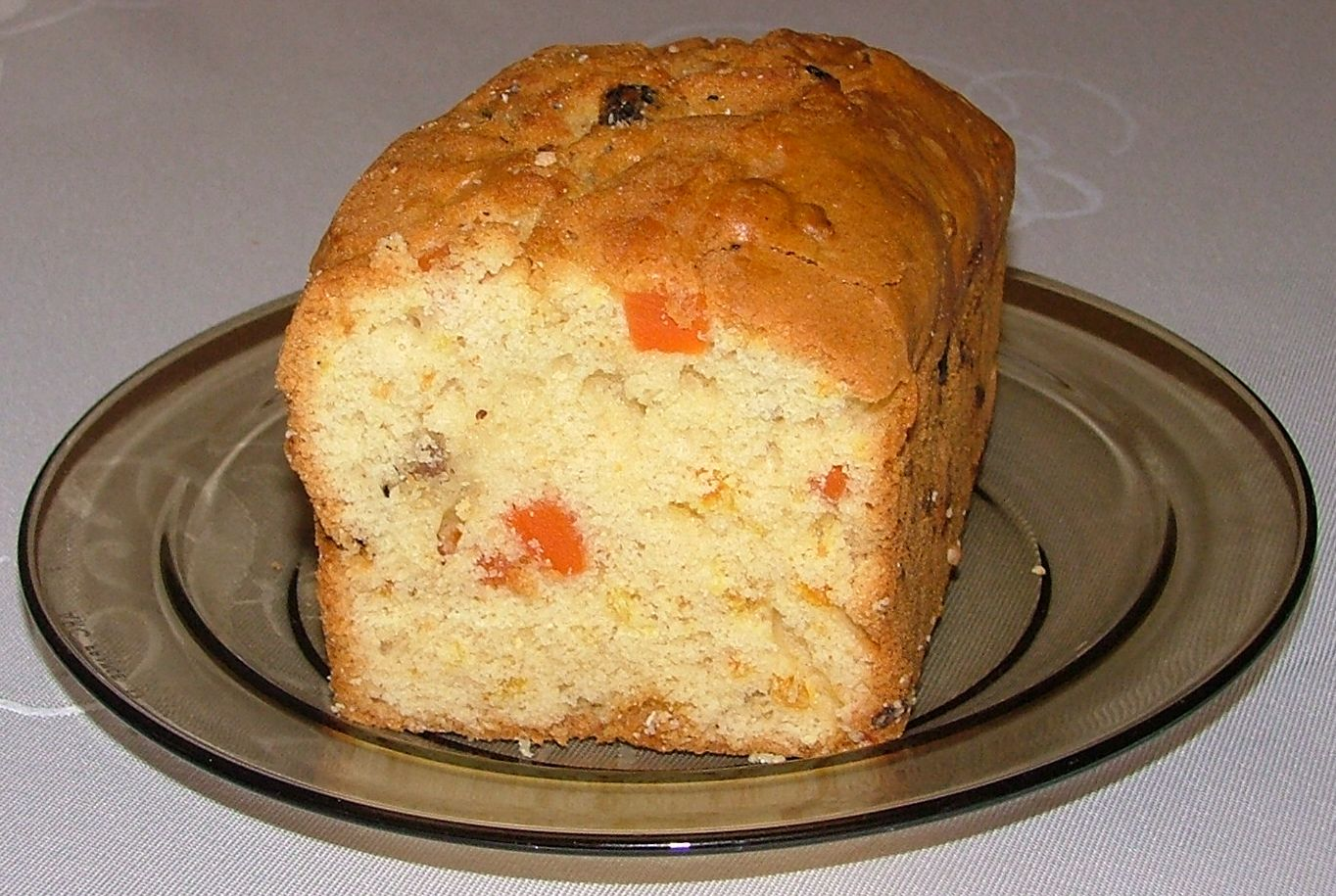
Le cake, objet d'une des chansons les plus connues du film, est utilisé par Peau d'Âne comme moyen de rencontre avec le Prince.

La scène du cake, qui fait coexister la princesse et la souillon dans un lieu dépourvu du bleu ou du rouge, marque également le milieu du voyage de la jeune fille, momentanément bloquée entre les deux châteaux qui lui sont tous deux inaccessibles, et donc entre deux identités inachevées. Il n'y a aucun point de rencontre entre ces trois lieux, et si la masure semble située au milieu du voyage de l'héroïne, elle n'en apparaît pas moins détachée du reste, comme détachée dans le temps : les mouvements se font au ralenti, les habitants de la ferme sont suspendus comme dans une dilatation de l'instant, et le Prince parvenu jusque-là est empêché d'approcher par une muraille invisible. Elle apparaît « hors-jeu » et permet de regarder ou bien en arrière ou bien en avant (le Roi puis le Prince apparaissent ainsi tour à tour dans les miroirs). Tout déplacement, exprimé par l'intermédiaire des changements de décors, tient davantage de la mutation d'une enveloppe et du récit que du passage d'un plan à un autre, puisque ses thématiques changent avec lui. Serge Daney prend l'exemple de la transition du propre au sale : l'héroïne ne quitte son identité de Princesse que lorsqu'elle revêt la peau de l'âne, brisant de la sorte la chaîne « or-âne-château » ; cela n'avait précédemment pas pu être obtenu par la Fée lorsqu'elle avait tenté d'empêcher l'union du Roi et de la Princesse par l'épreuve des robes somptueuses, qui appartiennent à la série du propre. La masure, elle, accueille chaque élément du film à la fois dans la série du propre et dans celle du sale : y coexistent en même temps les meubles luxueux que la Princesse a fait apparaître et les éléments misérables d'une cabane au beau milieu d'une forêt.

#### Dimension hippie

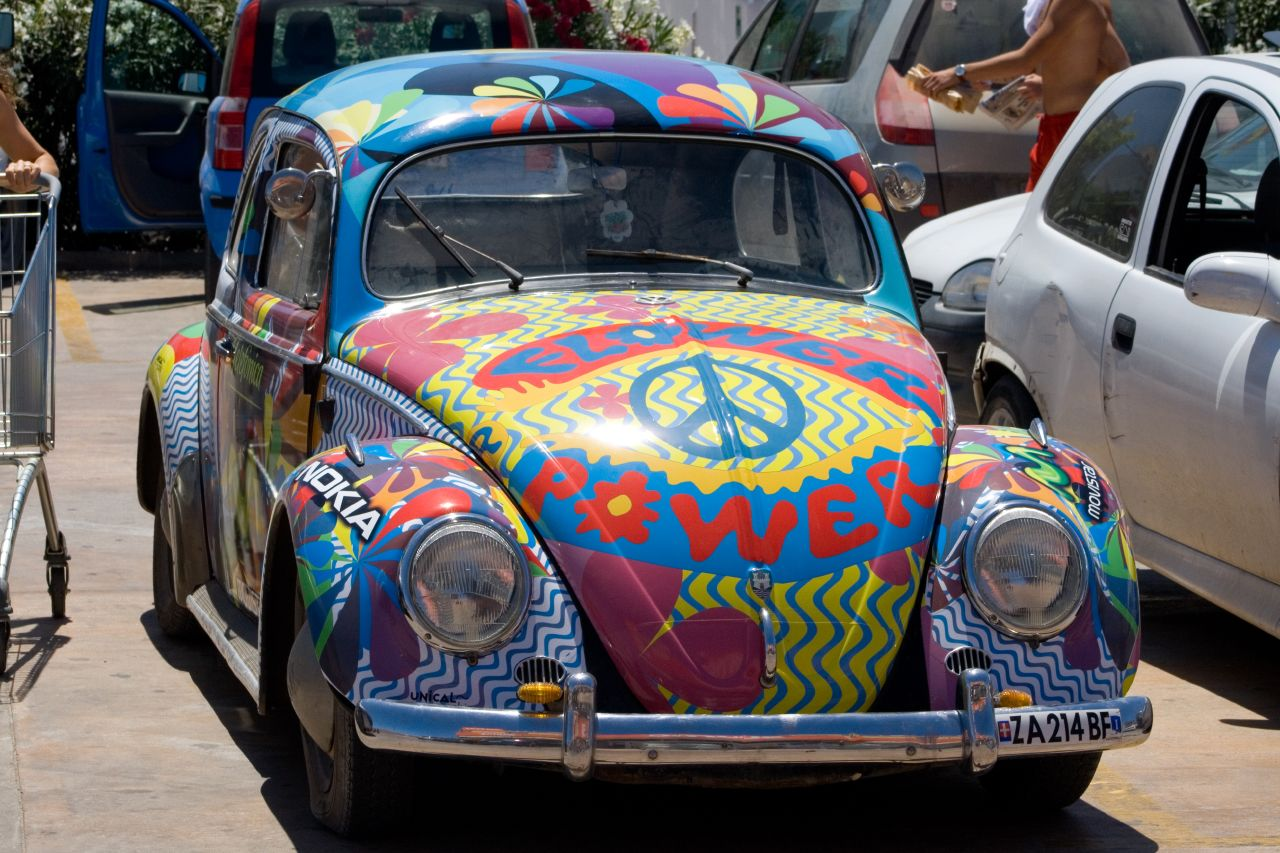
Si les véhicules du film sont plus conventionnels que cette voiture, le Flower Power est néanmoins bien présent.

La rêverie des deux amoureux, au son de la chanson Rêves secrets d'un prince et d'une princesse, dissimule un manifeste hippie et un appel à enfreindre les interdits dans ses paroles équivoques : « Nous ferons ce qui est interdit/ Nous ferons tous des galipettes/ Nous irons ensemble à la buvette/ Nous fumerons la pipe en cachette/ Nous nous gaverons de pâtisseries ». Nombreux sont les critiques, et même Rosalie Varda, la fille de Demy, qui voient derrière cette « pipe » des « substances prohibées »,, alors en vogue dans les milieux que fréquentaient Demy et Agnès Varda pendant leur séjour américain. L'expérience hippie du réalisateur imprègne en effet le film, cette rêverie tout particulièrement : les champs sont parsemés de curieuses fleurs colorées, la boisson coule à flots sur la table de banquet, les deux jeunes gens font vœu de rébellion (« Nous ferons ce qui est interdit ») puis se laissent glisser au fil de l'eau en fumant le narguilé... Même la barbe du Roi rouge, homme peu disert mais à l'apparence bonhomme, évoque le Flower Power (« pouvoir des fleurs ») du mouvement hippie. Le cake que réclame le Prince, utilisant le terme anglais désignant un gâteau, est l'un des nombreux exemples d'ambiguïté : d'aucuns choisissent d'y voir un space cake, pâtisserie contenant du cannabis que la famille Demy-Varda avait eu l'occasion d'expérimenter en Californie.
Peau d'Âne apparaît ainsi comme un « rêve sous hallucinogènes », profondément ancré dans la contre-culture des années 1960 déjà représentée dans Model Shop, le précédent film de Demy.